# Biserica fortificată din Ațel

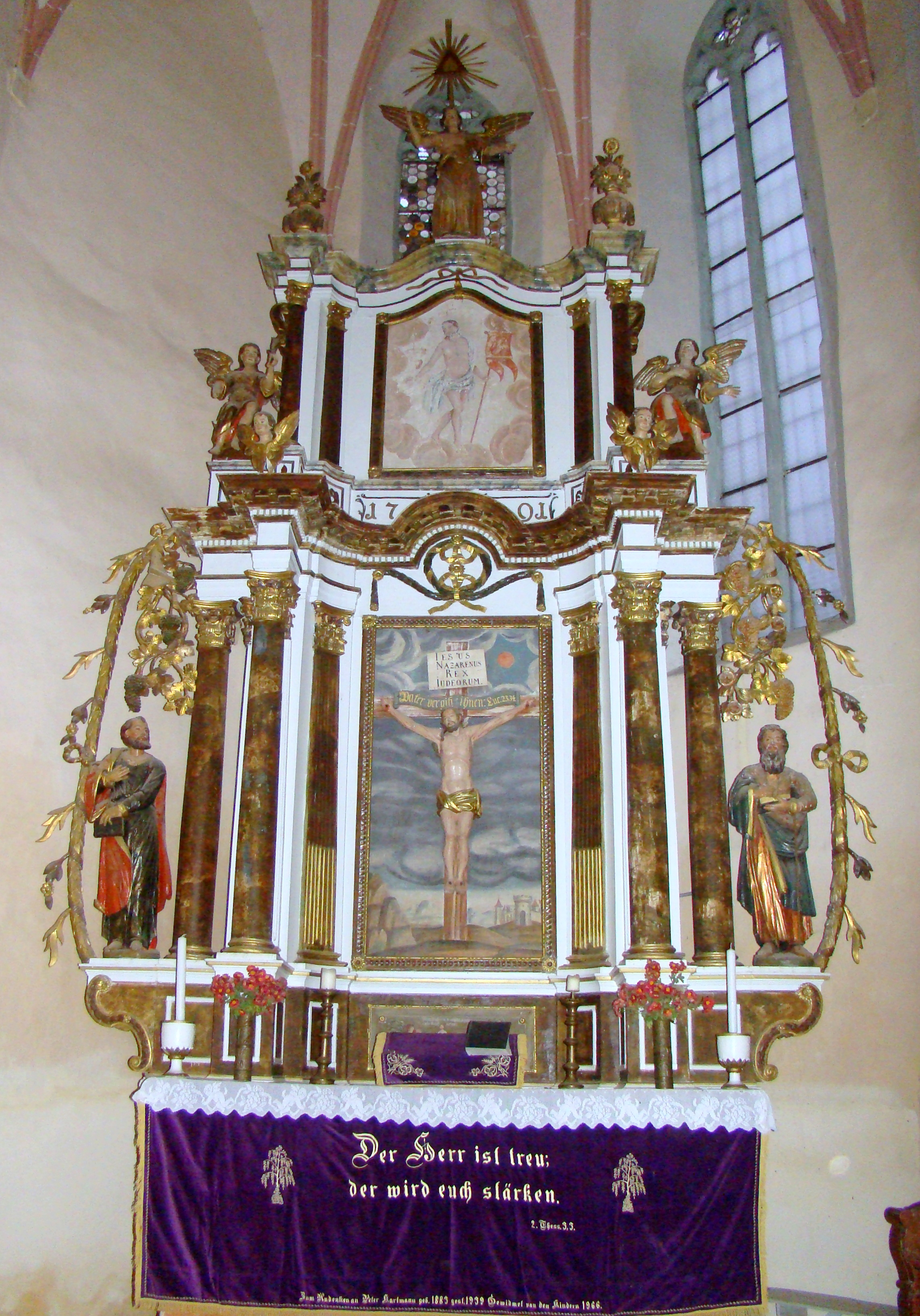
Altarul baroc, datat 1792, opera lui Johannes Folberth din Sighișoara

Biserica evanghelică fortificată din Ațel, comuna Ațel, județul Sibiu, a fost construită în secolul XIV. Ansamblul bisericii evanghelice fortificate este monument istoric, cod LMI SB-II-a-A-12316 și este compus din biserica evanghelică, turn (pe fosta incintă interioară) și incintă fortificată, cu două turnuri, turn de poartă, catalogate după cum urmează:
- cod LMI SB-II-a-A-12316.01 - Biserica evanghelică, secolul XIV - XVII;
- cod LMI SB-II-a-A-12316.02 - Turn (pe fosta incintă interioară), secolul XIV-lea;
- cod LMI SB-II-a-A-12316.03 - Incintă fortificată, cu două turnuri, turn de poartă, sfârșitul secolului XV- XVI.

## Localitatea
Ațel,  mai demult Oțel (în dialectul săsesc Hätselderf, Hâtseldref, în germană Hetzeldorf,în maghiară Ecel, se pronunță "Ețel"), este un sat în partea de nord a județului Sibiu, în Podișul Târnavelor. Este reședința comunei Ațel.
Se bănuiește că la Ațel exista încă din secolul al XIII-lea o biserică, pentru că episcopul Petru din Alba Iulia l-a așezat în 1283 pe decanul Walter din villa Echellini (Ațel) în fruntea listei preoților din Capitulul de Mediaș.  
Atestată documentar din anul 1283 cu denumirea latină villa Echelini , cu referire la un anume Walterus decanus de Villa Echelini, și făcea parte din Terra Medies.
Denumirea germană ortografiată Hetzeldorf datează din 1423.  În anul 1466 a obținut din partea regelui Matei Corvin ius gladii (dreptul de a condamna la moarte), precum și dreptul de târg săptămânal.
A fost una din cele mai înfloritoare comunități săsești din Scaunul Mediașului.
În biserică, pe peretele estic al corului există o inscripție veche care furnizează numeroase date istorice din perioada 1142 - 1577. Comunitatea din Ațel a câștigat din anul 1471 privilegiul ca pe timp de război să-și păstreze o treime din trupele furnizate armatei, pentru apărarea localității. Ca în majoritatea satelor săsești din Transilvania, astăzi mai sunt în sat doar câțiva bătrâni sași care locuiesc lângă azilul vecin cu biserica. Biserica a fost supusă vandalizărilor și furturilor repetate.
Pe fațada de la intrare stă mărturie vremurilor războinice inscripția: "Ein feste Burg ist unser Gott".

## Biserica
Biserica Evanghelică-Lutherană este un valoros monument gotic, construit în jurul anului 1380, sub influența Bisericii Sf.Maria din Sibiu. La început, biserica avea un cor  închis pe trei laturi și o navă centrală  cu tavan plat, care comunica spre navele laterale prin trei arcade ogivale. Mai avea și o clopotniță  deasupra părții de vest a navei centrale, cu ferestre ogivale, care au fost astupate mai târziu.
În turnul clopotniță s-au păstrat două clopote datate în secolul al XV-lea, dintre care clopotul mare poartă inscripția "O rex glorie Jesu Christi veni cum pace". 
Pe șantierul bisericii din Ațel a lucrat și meșterul pietrar și constructorul medieval Andreas Lapicida din Sibiu. 
Sacristia, transeptul și rezalitul au fost ridicate în anul 1429. Renumit pentru lucrările sale din Valea Târnavei, Andrei Pietrarul a refăcut bolta la sfârșitul secolului al XV-lea. Tot în aceeași perioadă a mai fost ridicat un etaj de apărare al corului unde accesul a fost realizat printr-o scară spiralată. Clopotnița a fost restructurată prin adăugarea a încă două caturi din cărămidă, deasupra lor fiind construit nivelul de apărare din lemn care a dispărut probabil în incendiul din 1658. Decorul portalului de pe ușa sacristiei este atribuit aceluiași Andreas Lapicida. Cea mai frumoasă lucrare din biserică este un fleuron aflat deasupra stranelor. În interiorul bisericii mai există încă strane din lemn datate din anul 1516 care sunt împodobite cu ornamente în relief precum și intarsii similare cu cele ale meșterului Johannes Reychmuth din Biertan și Sighișoara.

## Fortificația
La 1460, înainte de fortificarea propriu-zisă a bisericii, a fost construit un zid oval în jurul ei, cu turnuri. Turnul-poartă, situat în sud-est, a fost ridicat din gresie, dar și-a mai pierdut din înălțimea originară o dată cu modificările de relief. În acest fel se poate observa  că intrarea la cel de al doilea etaj al turnului este apropiată foarte mult de nivelul solului, odinioară accesul fiind posibil doar prin intermediul unei scări mobile. La nivelul al treilea se aflau inițial spațiile pentru locuit. Deasupra lor erau meterezele. 
În plus față de turnul - poartă, mai existau două turnuri, unul în partea sudică, astăzi dispărut, și unul nord - estic care există și astăzi. Turnul sudic a fost demolat la începutul secolului al XIX-lea, moment în care a fost distrus și zidul primei incinte. Incinta exterioară, cea de a doua, este unită de turnul - poartă, ea având la extremitățile sale din nord și sud două turnuri pătrate. Turnul din nord a fost demolat în anul 1959, sub el fiind descoperit un tunel care duce la o casă de peste drum.

## Imagini din exterior

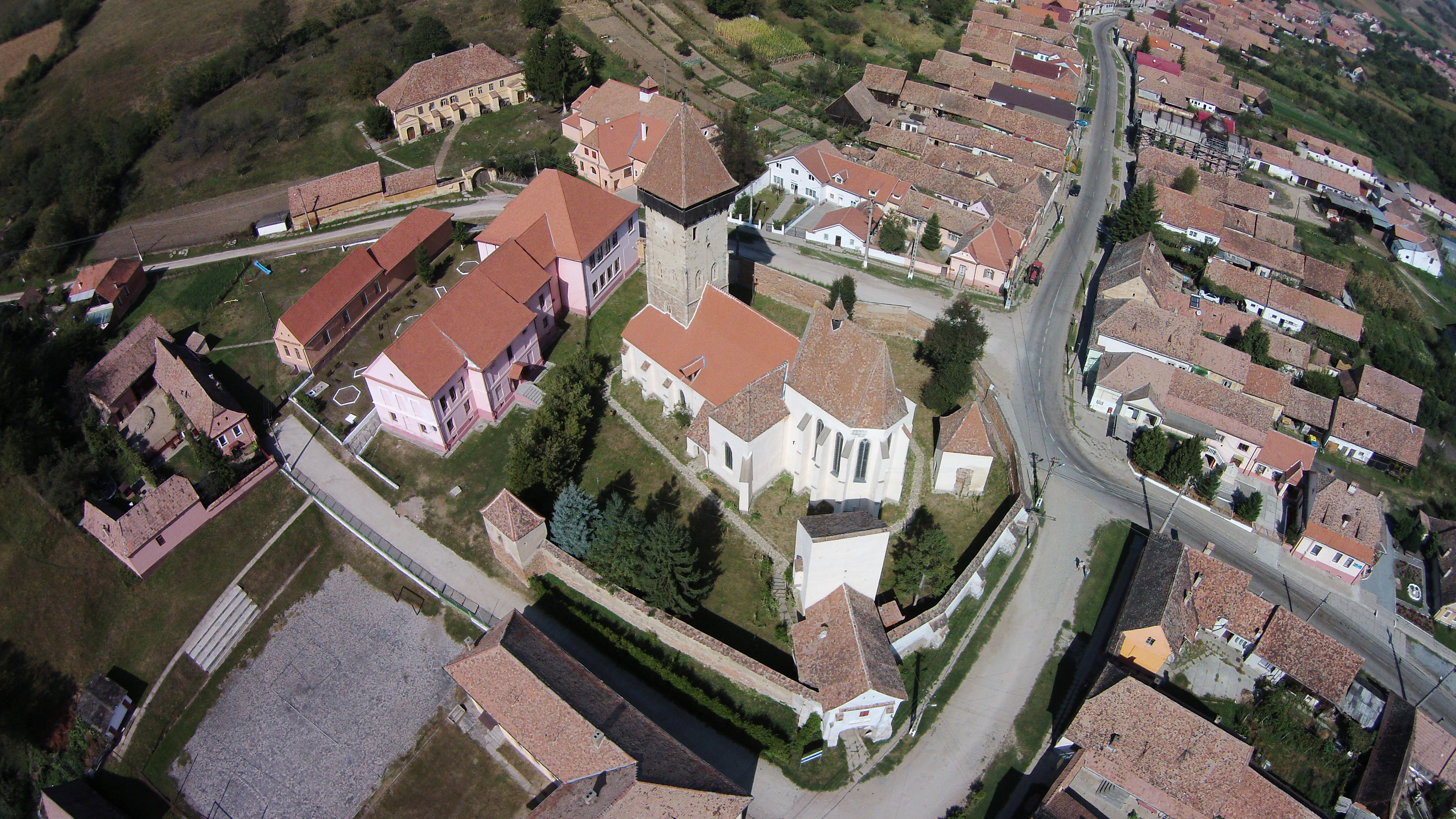
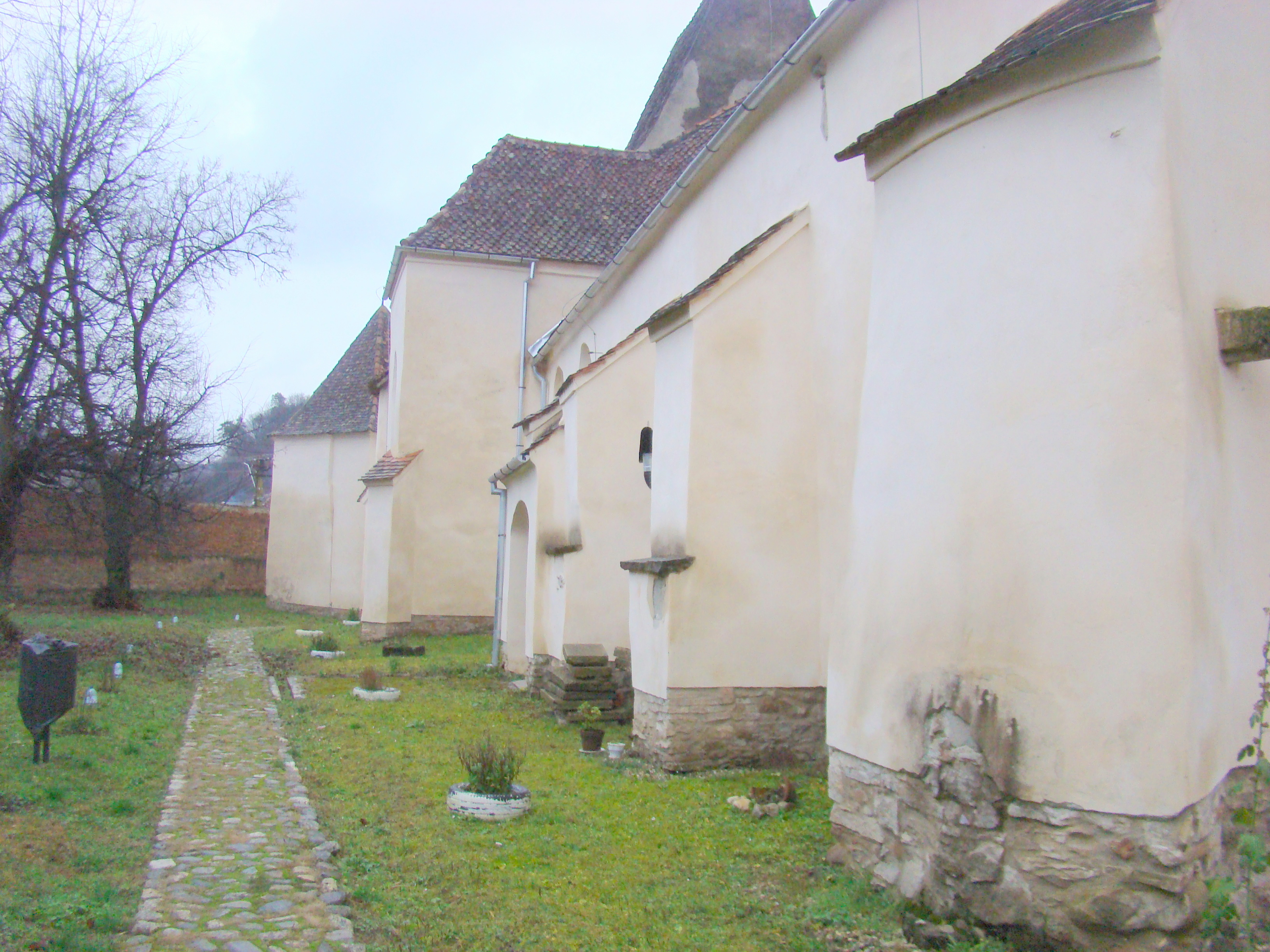
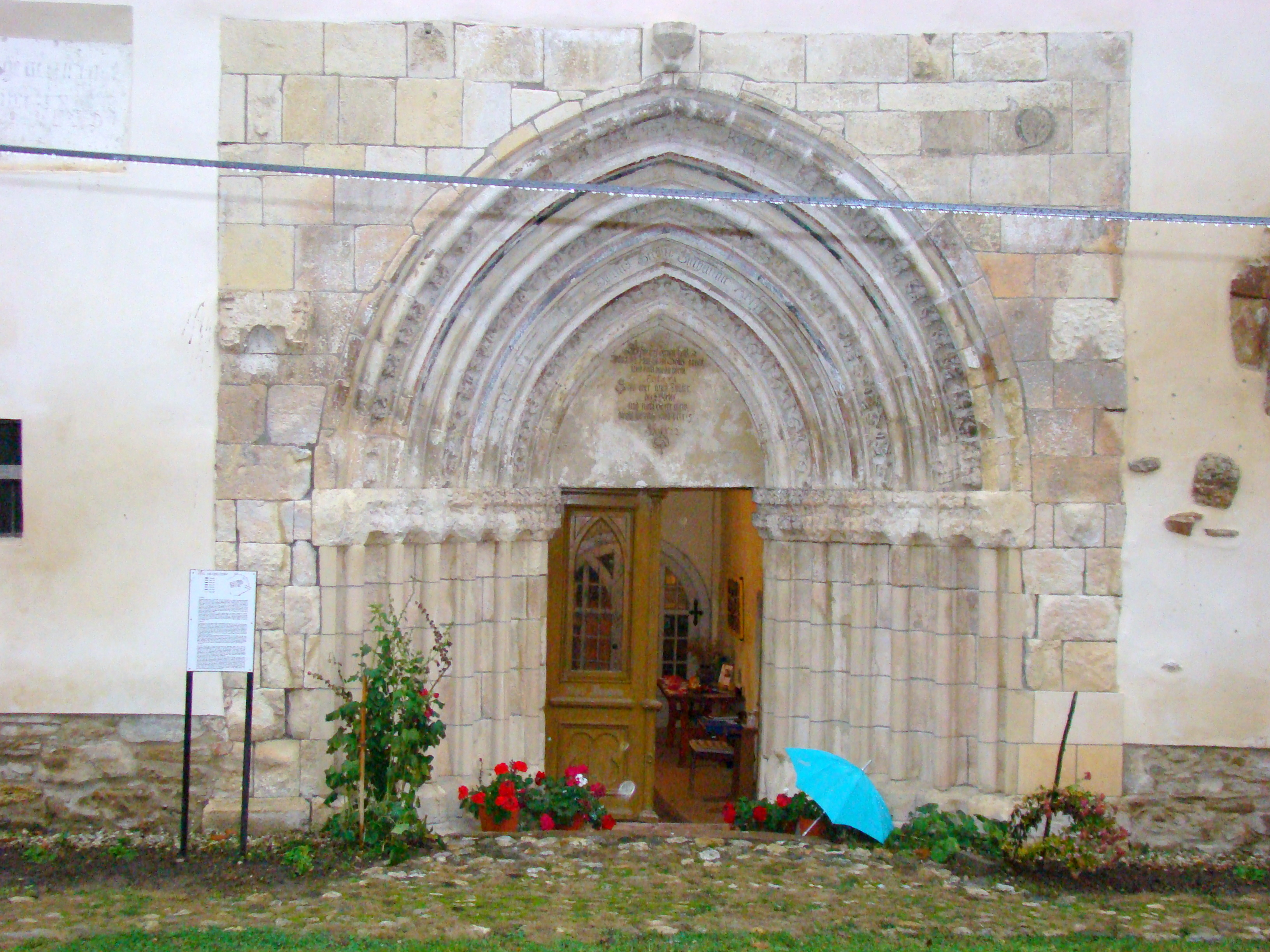
Impresionantul portal estic, cu șase retrageri succesive
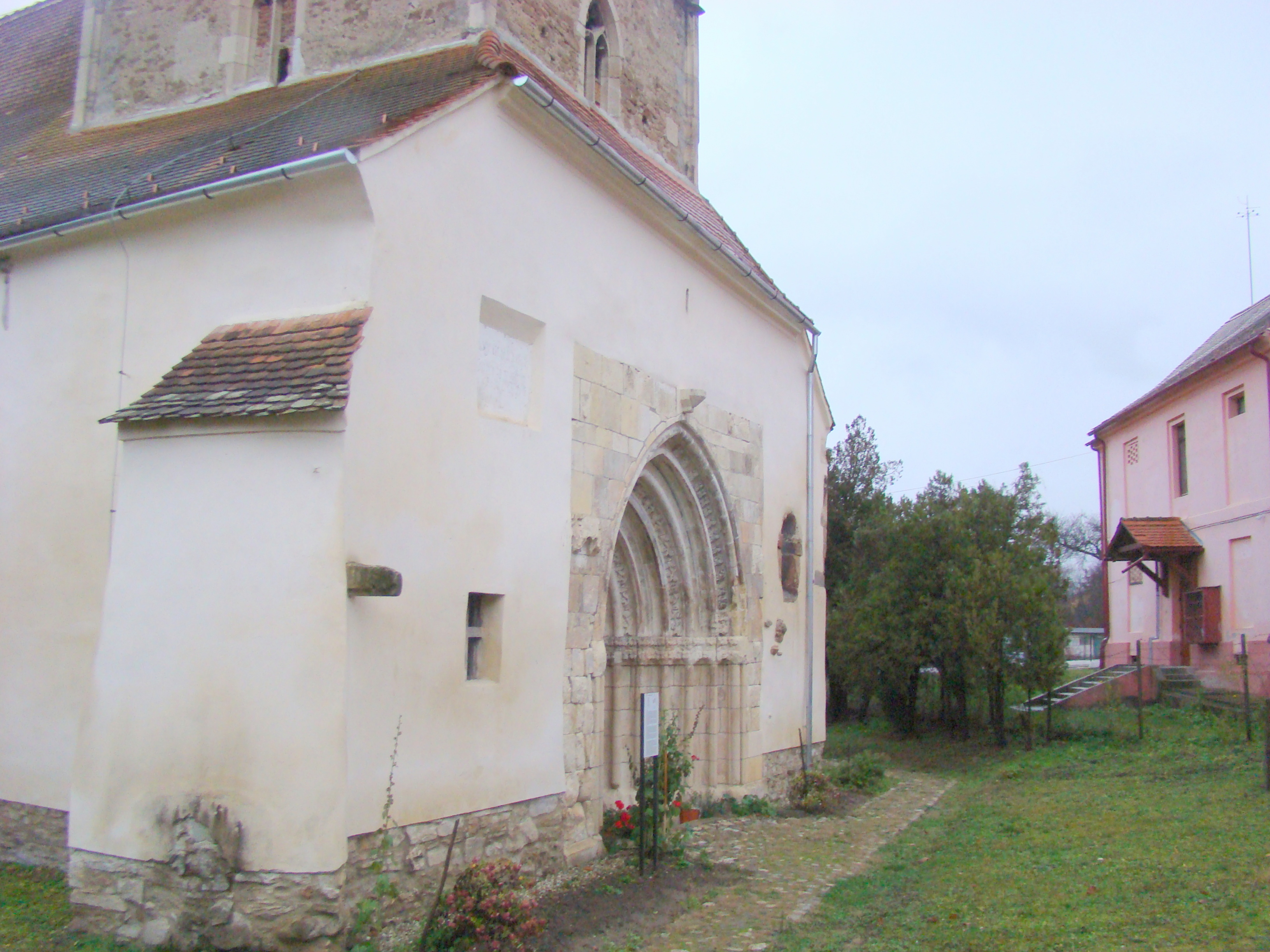
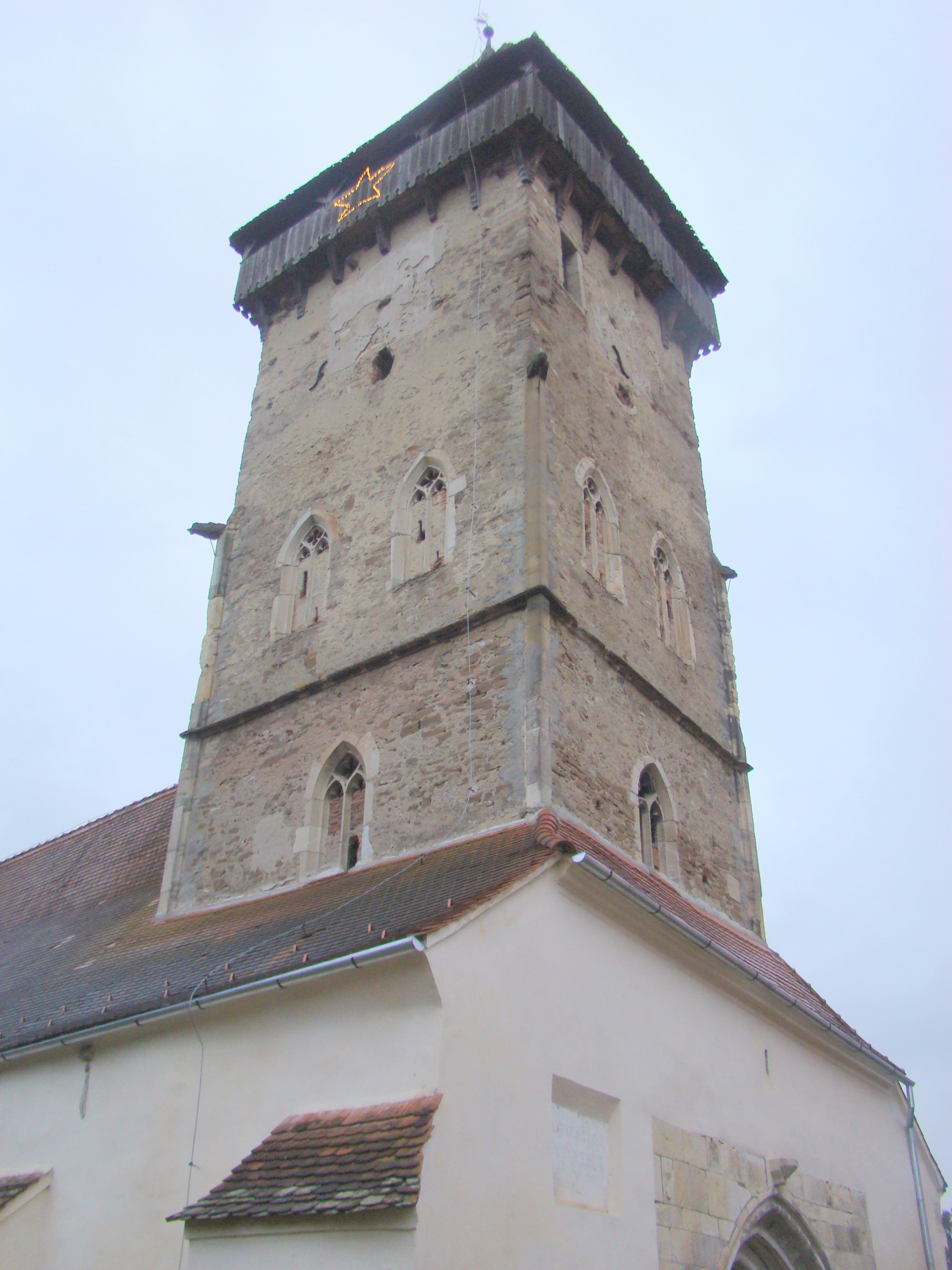
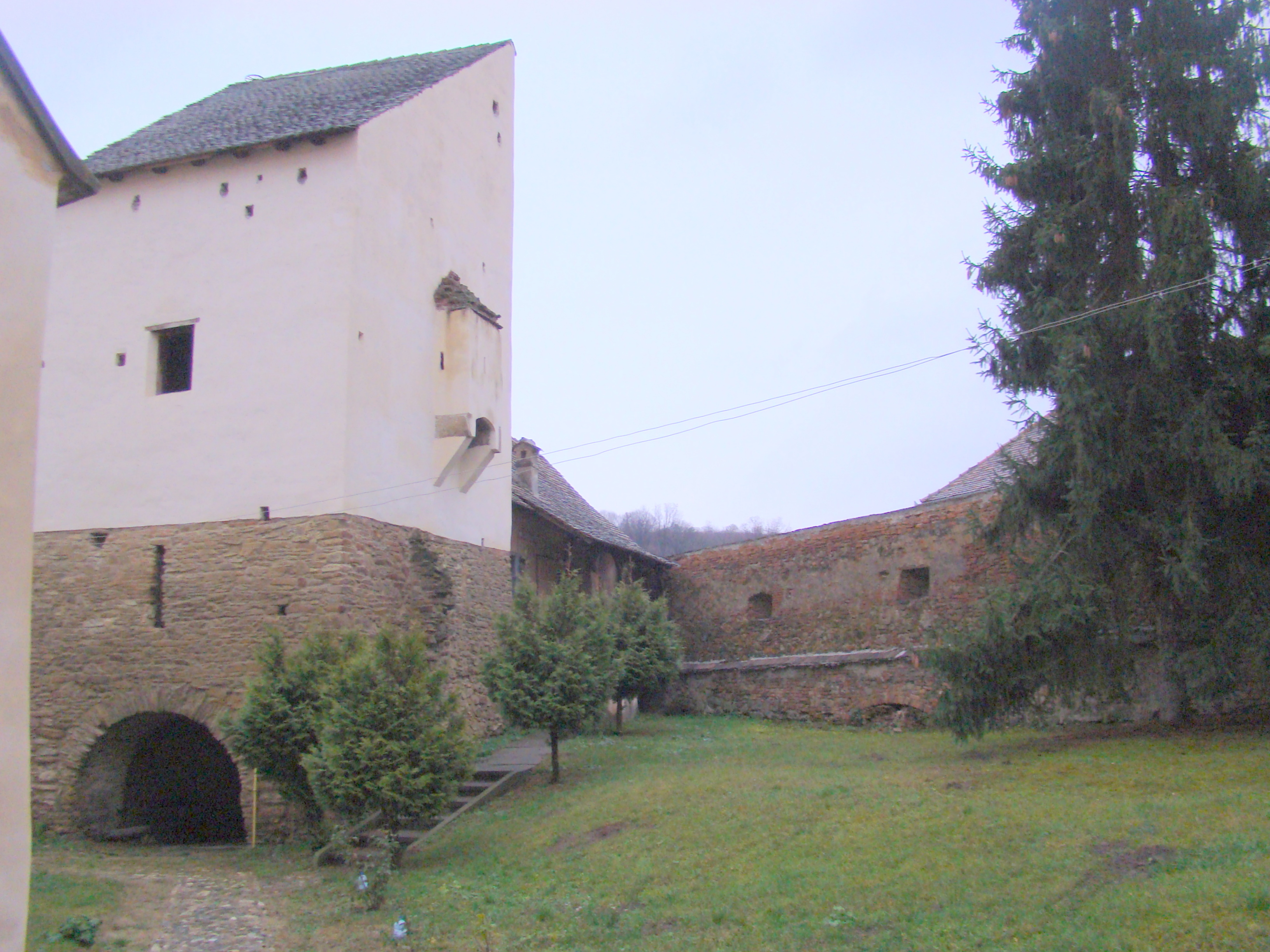
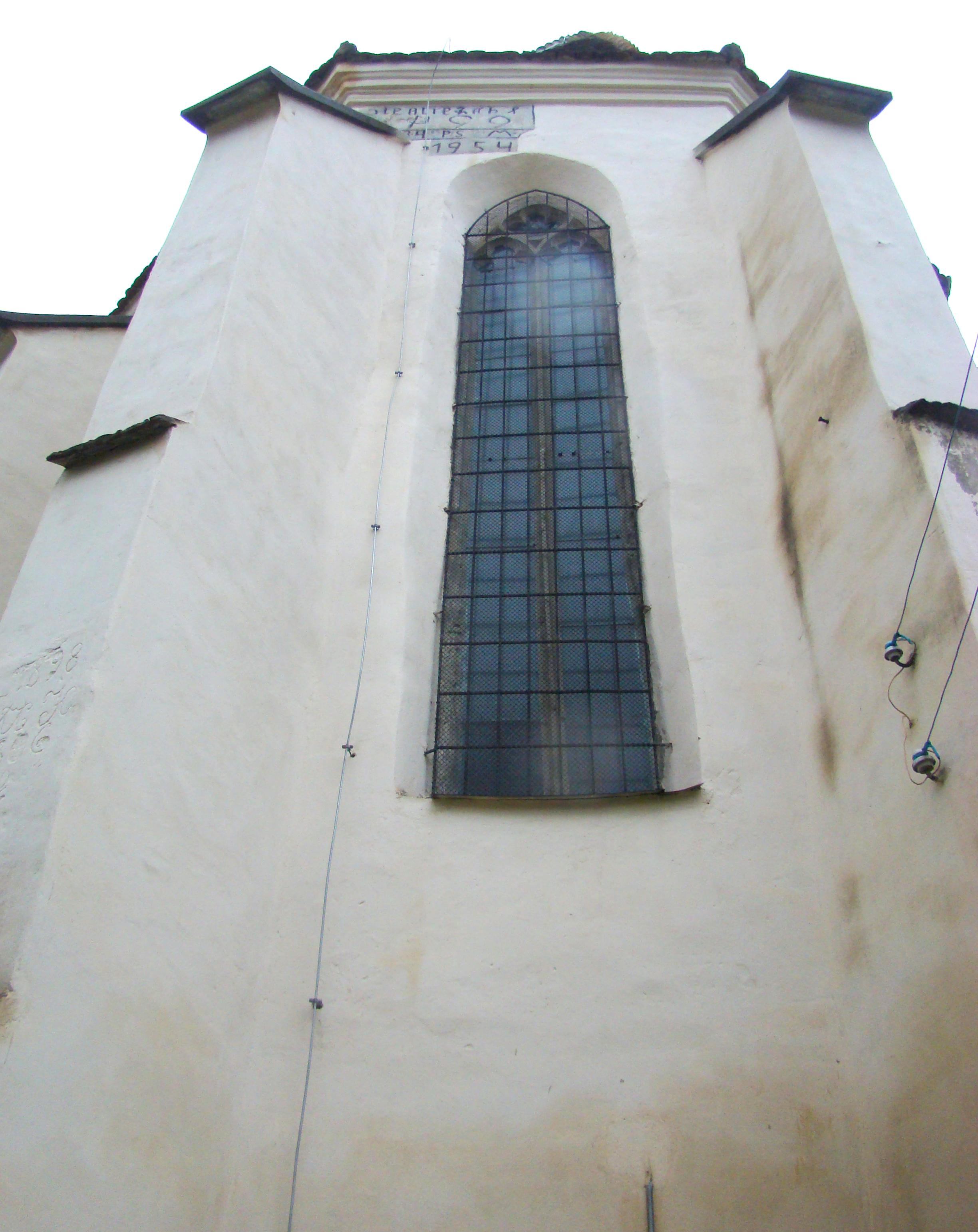
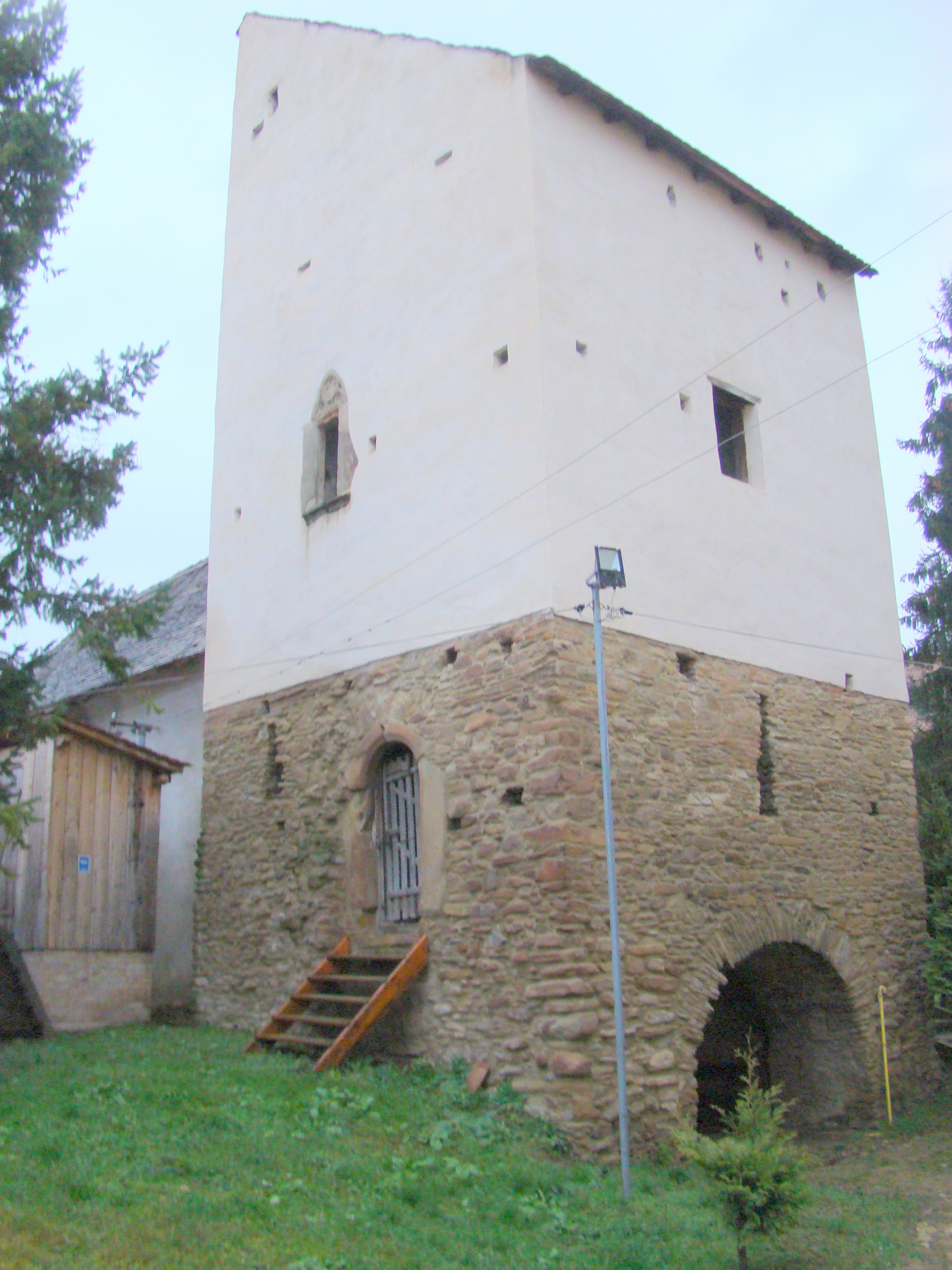
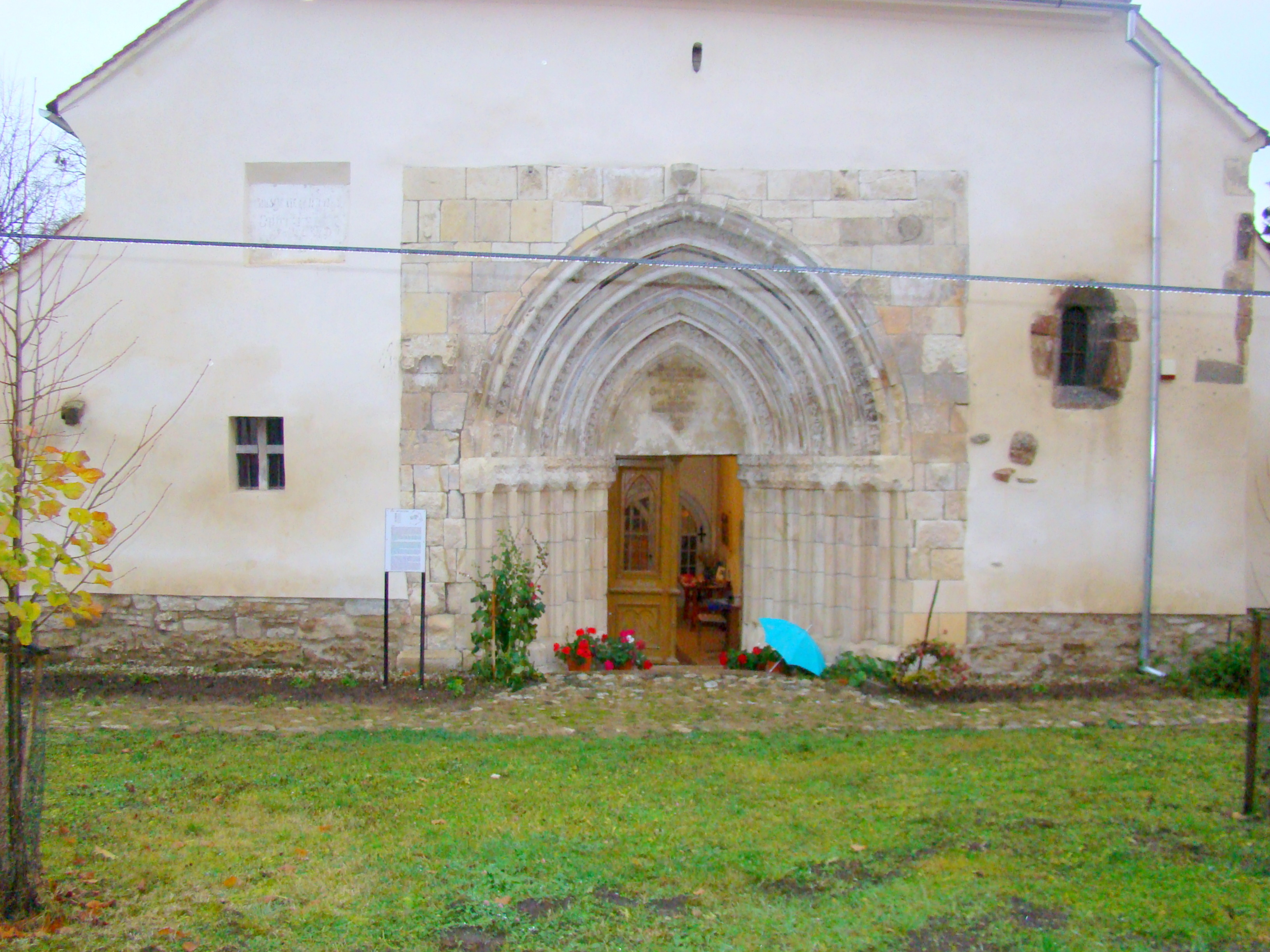
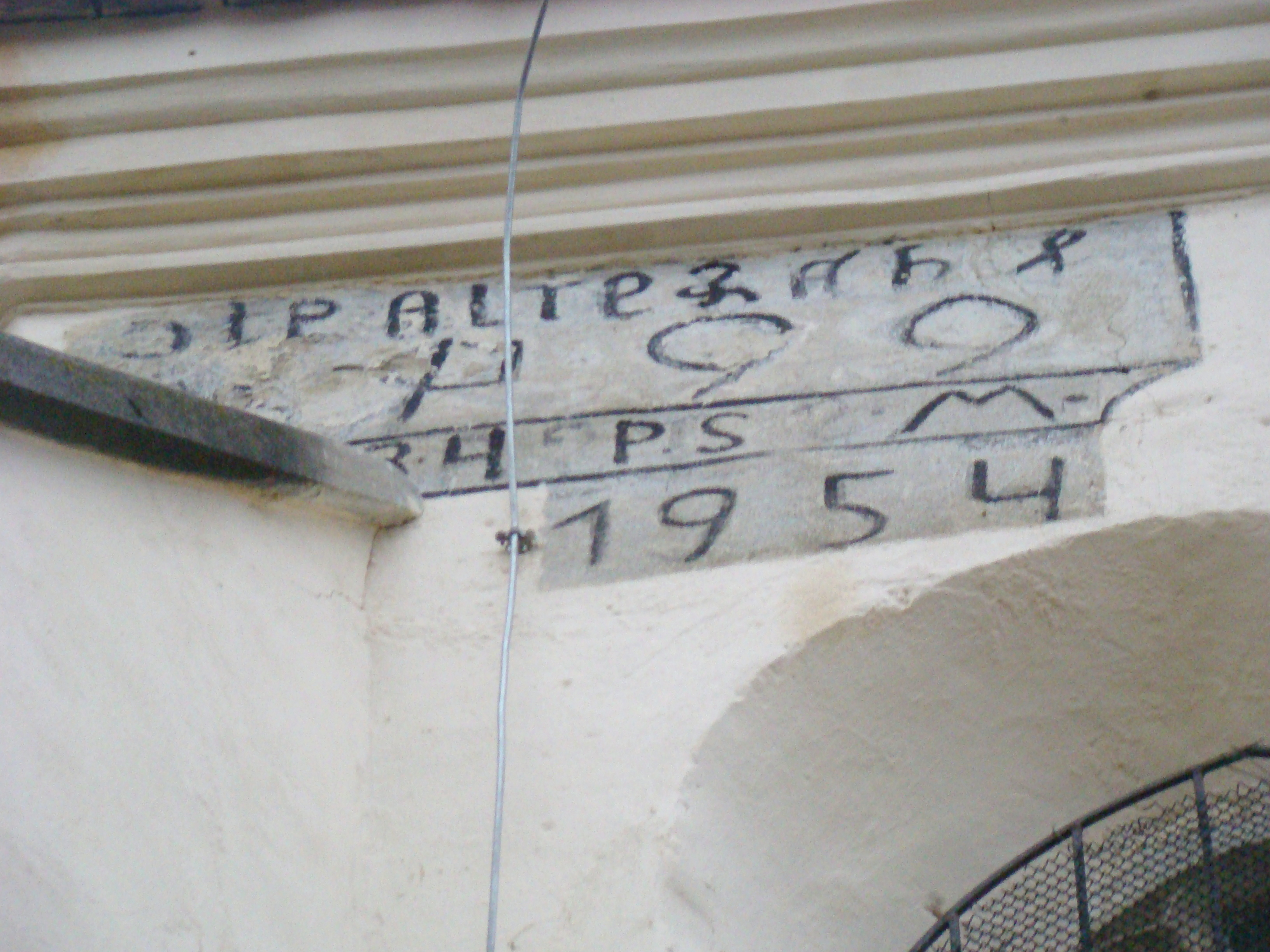
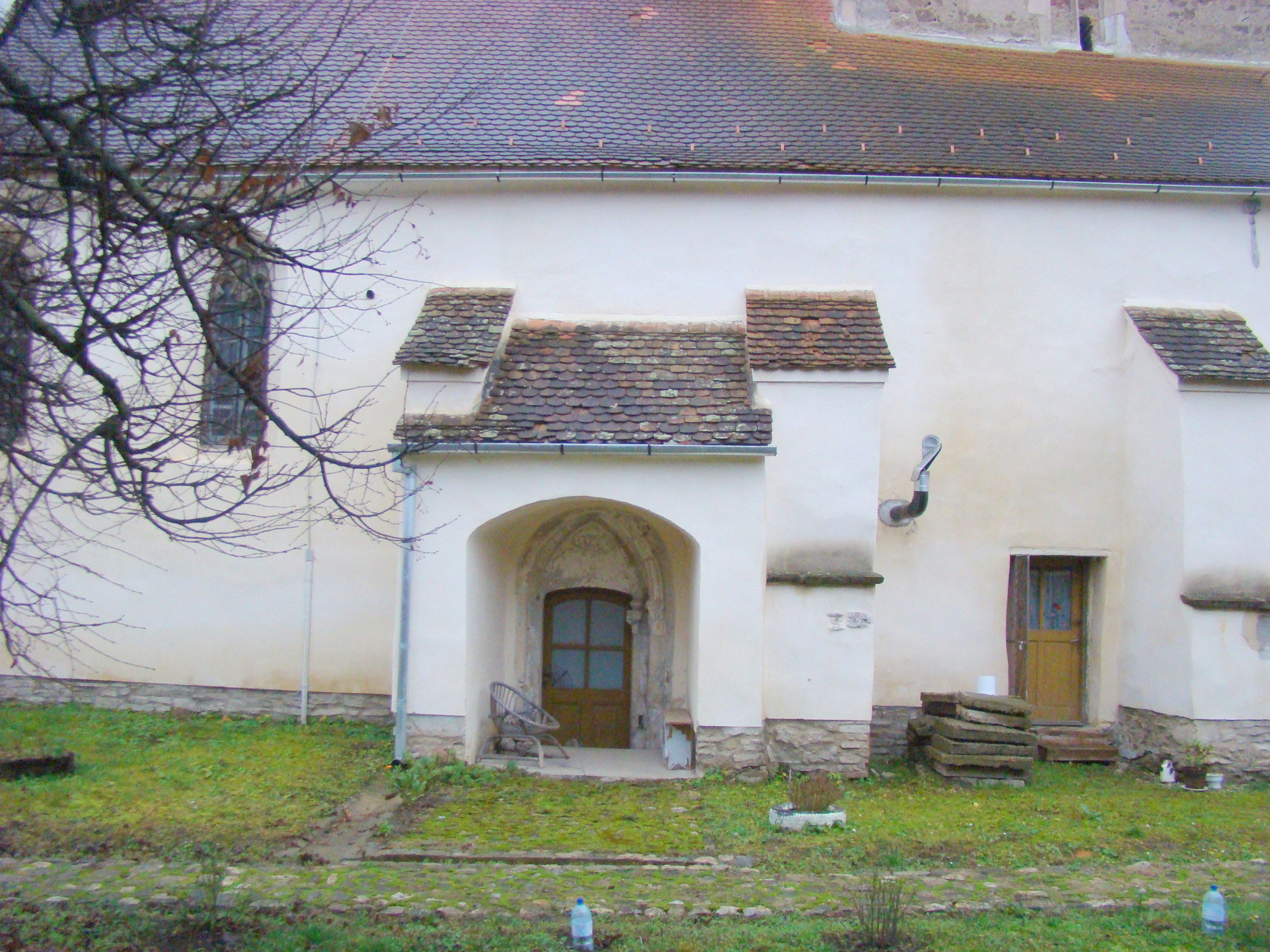
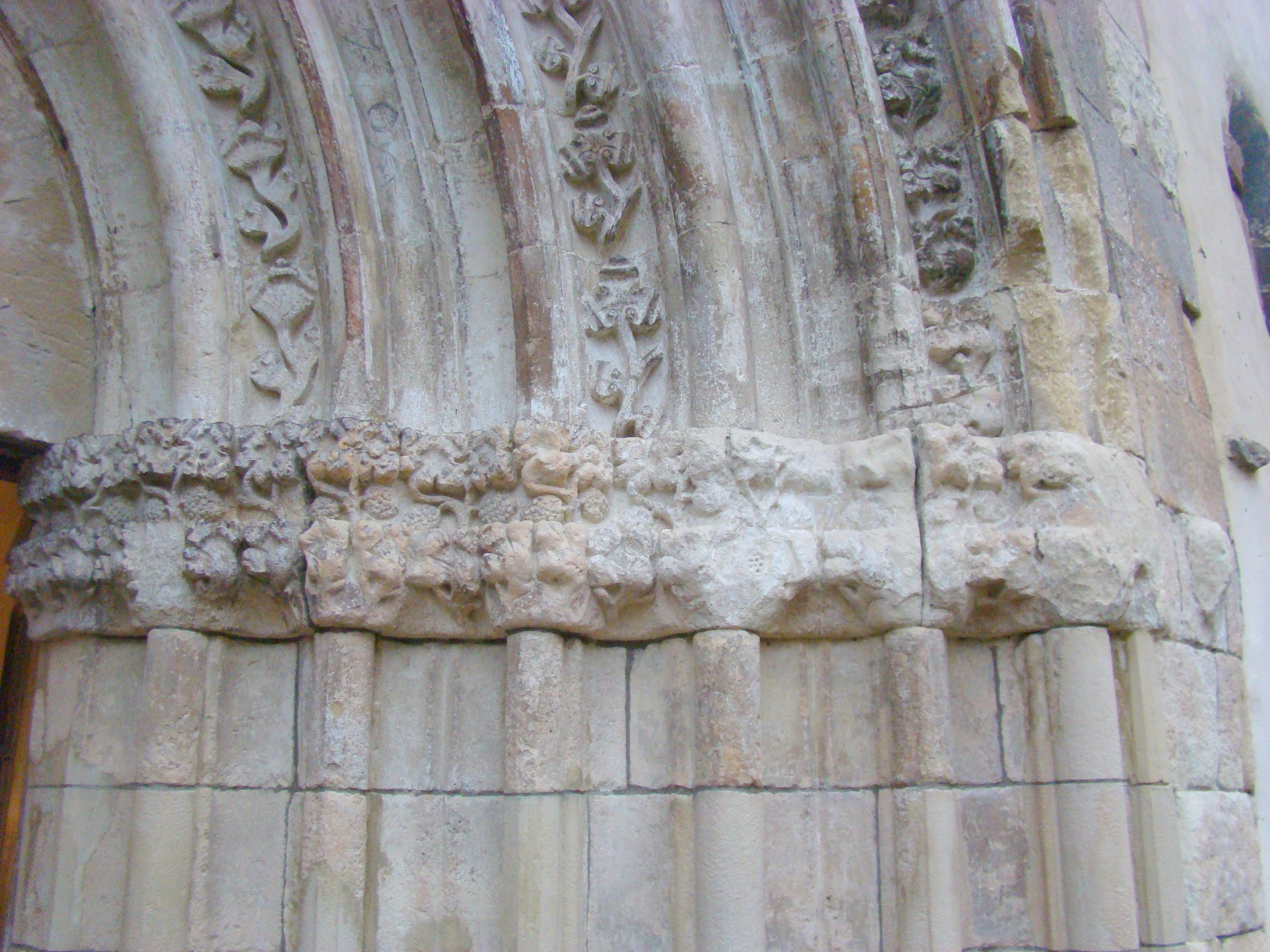
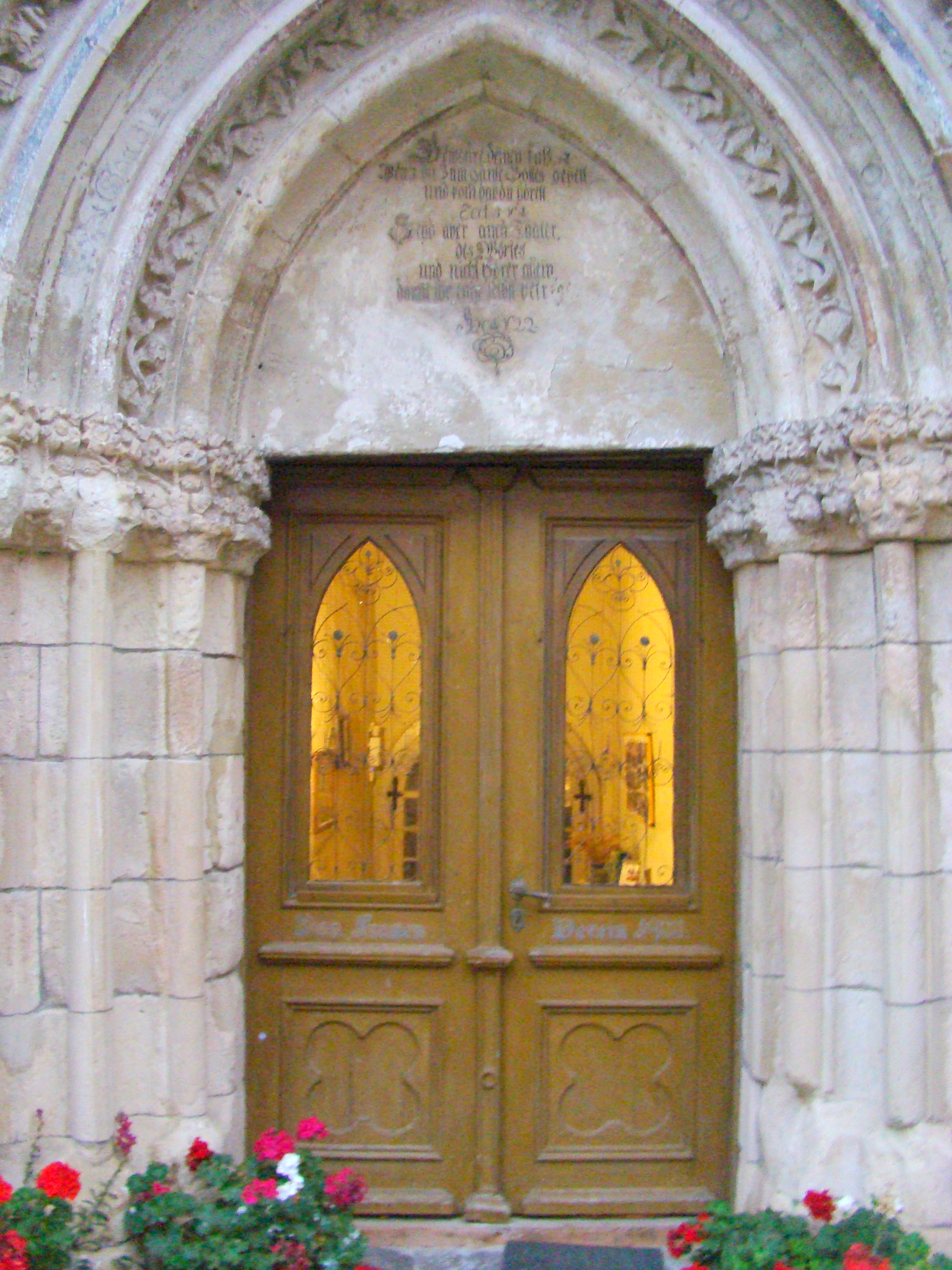
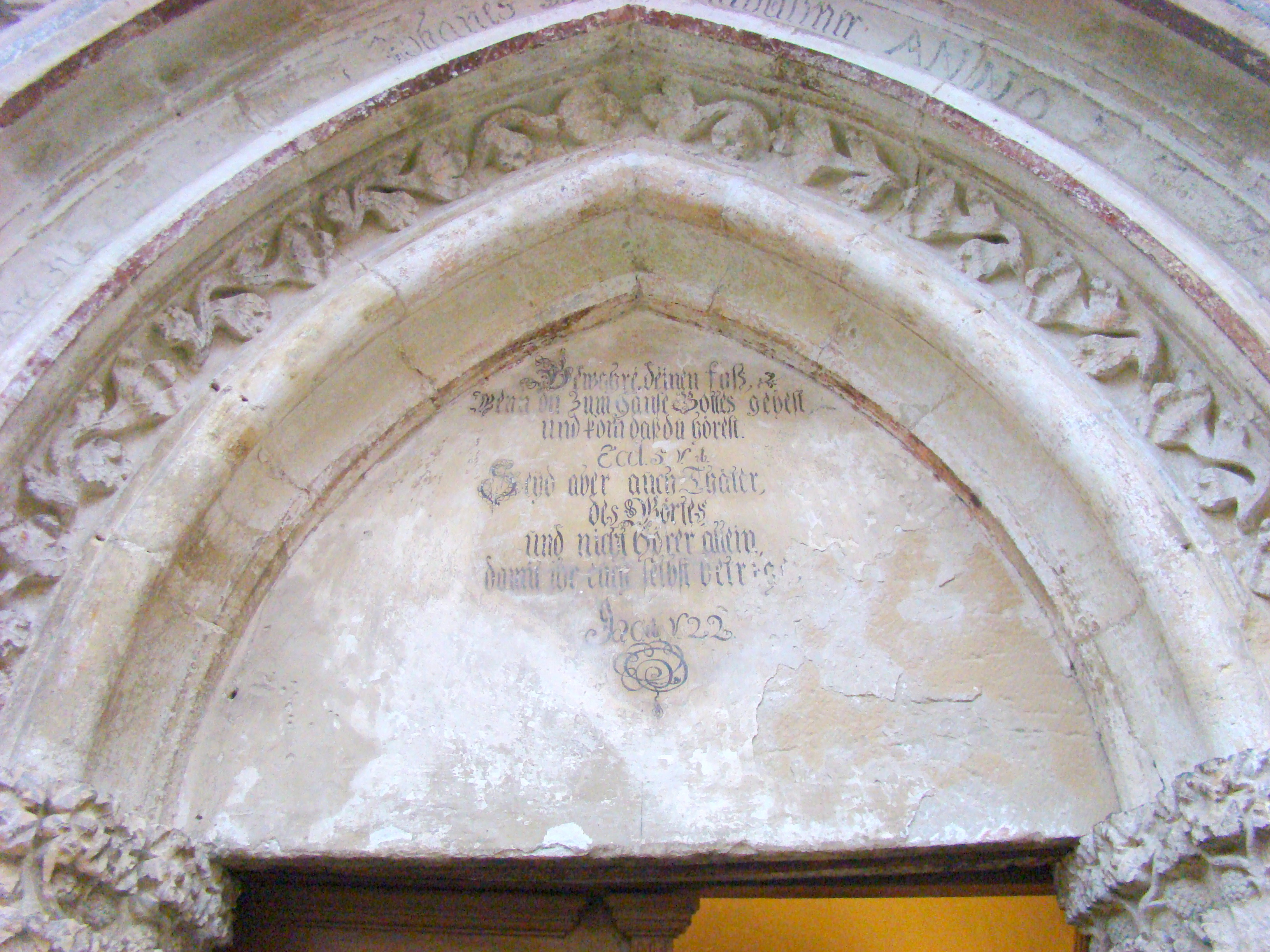
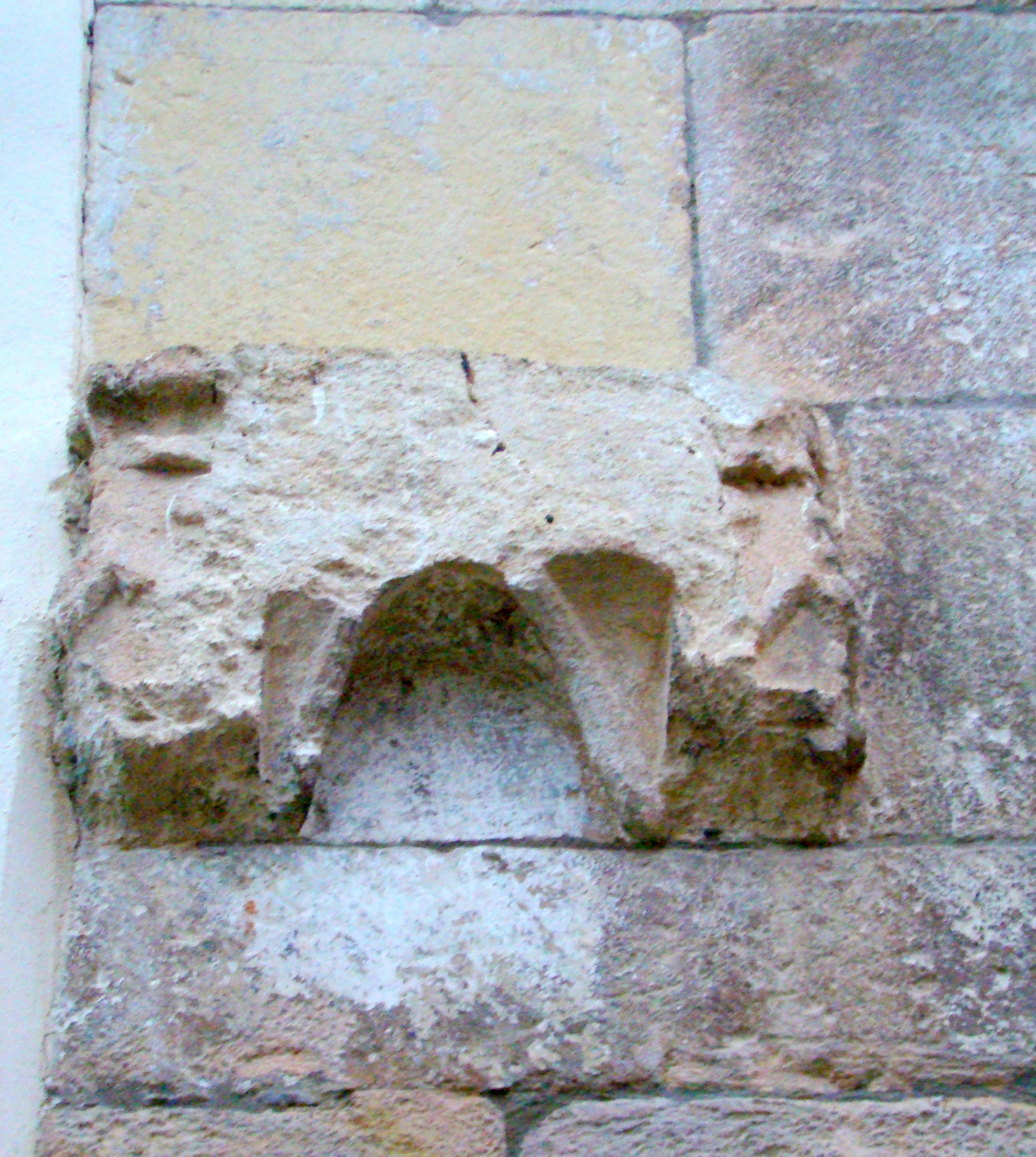
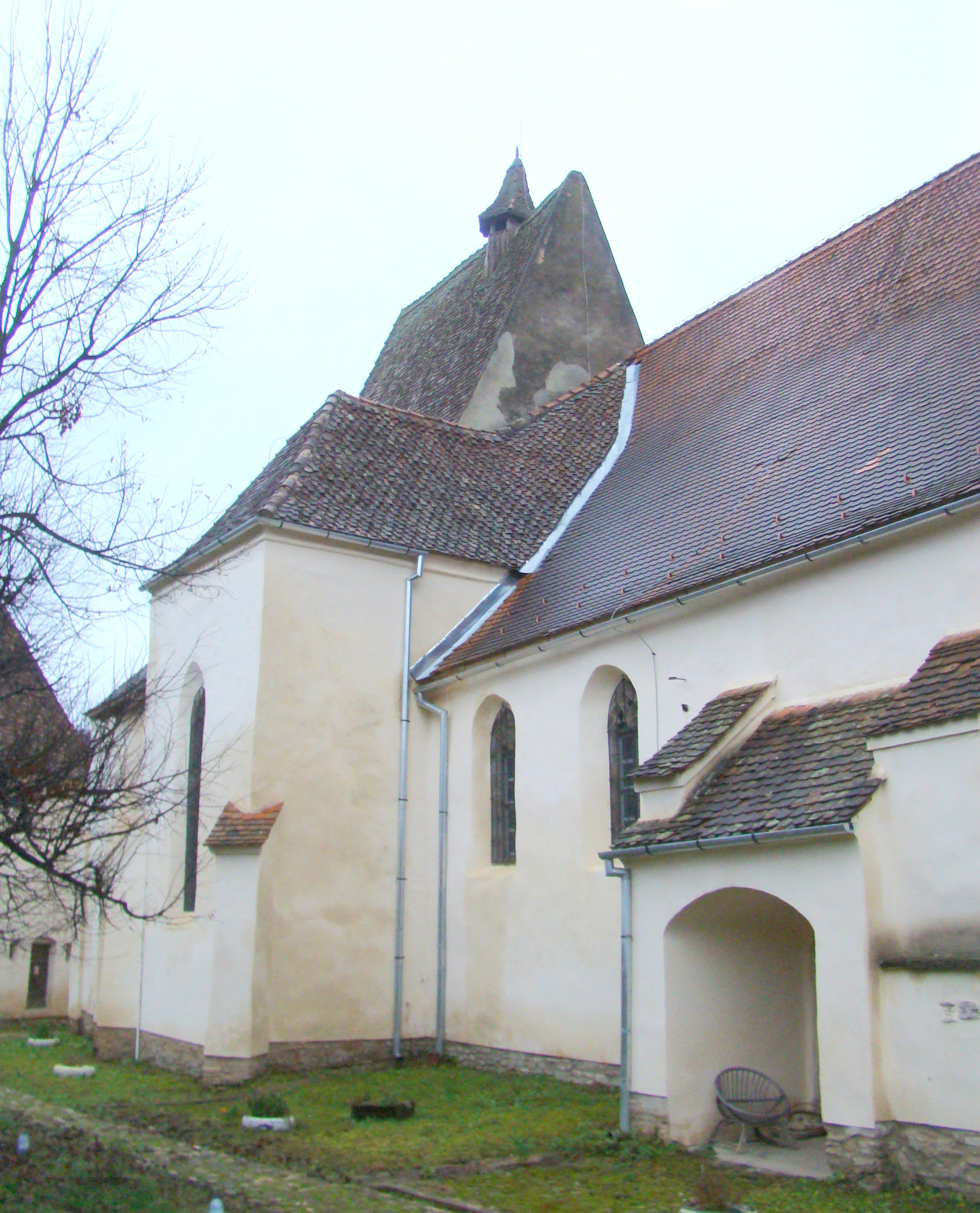
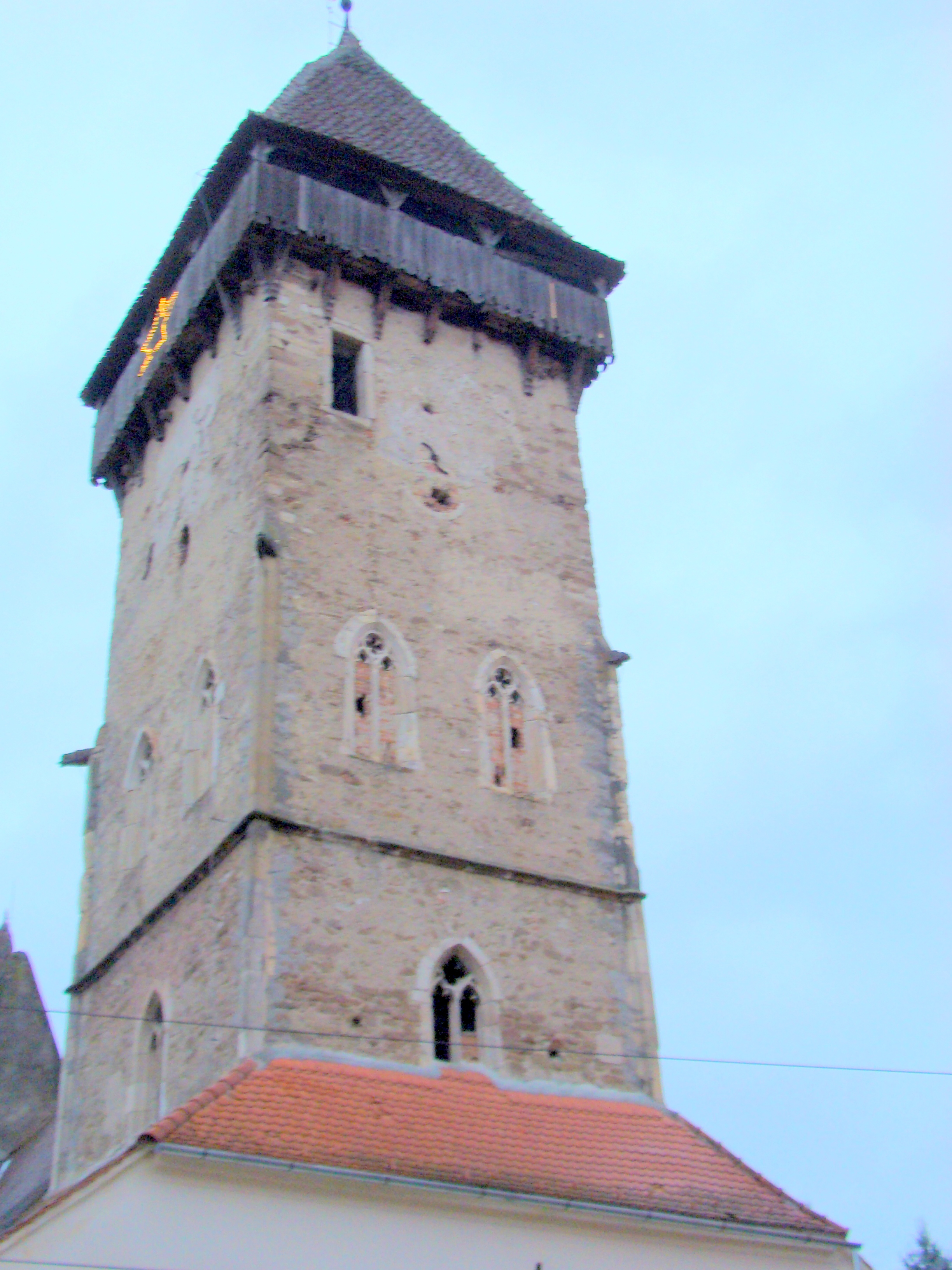
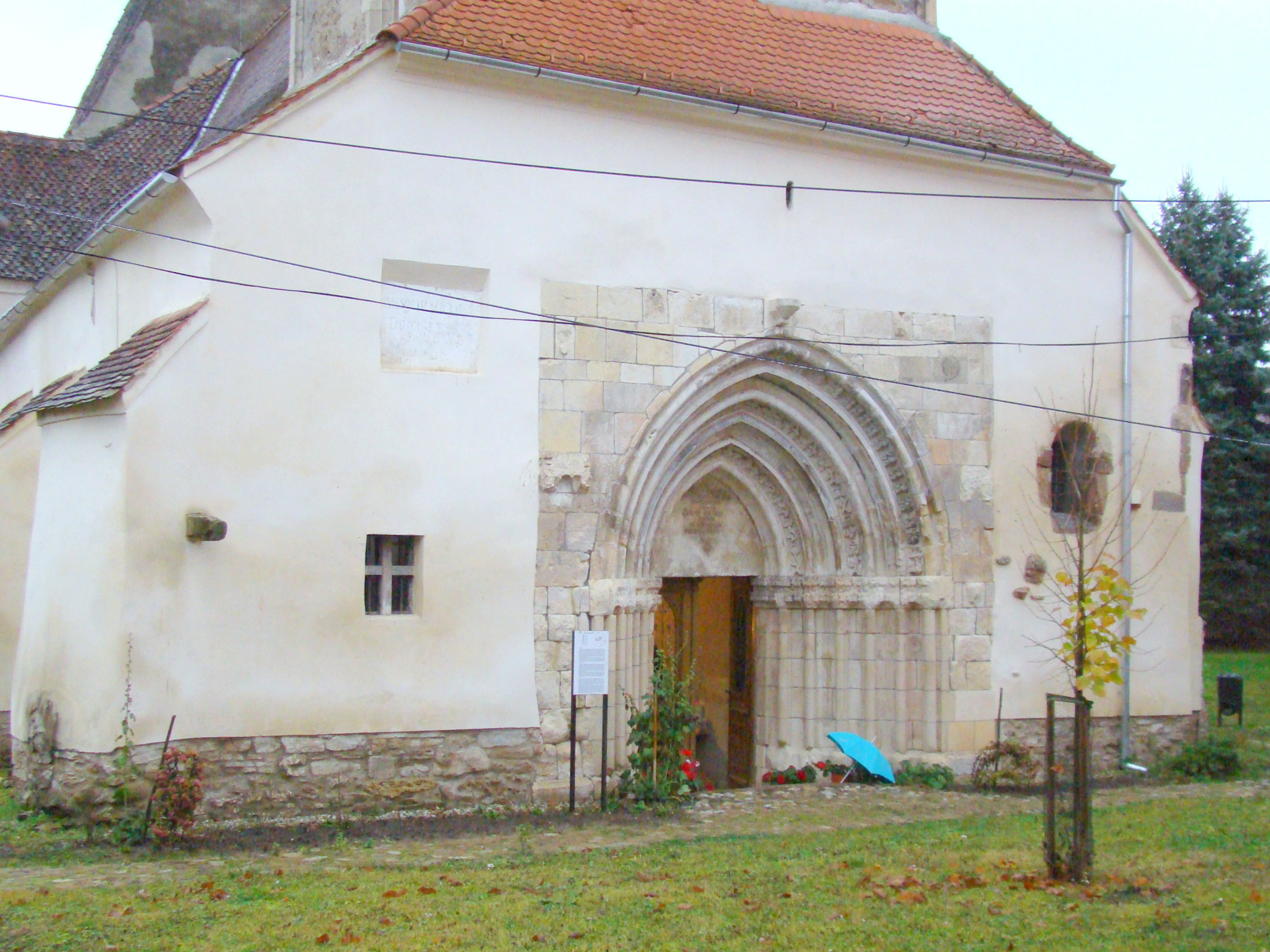
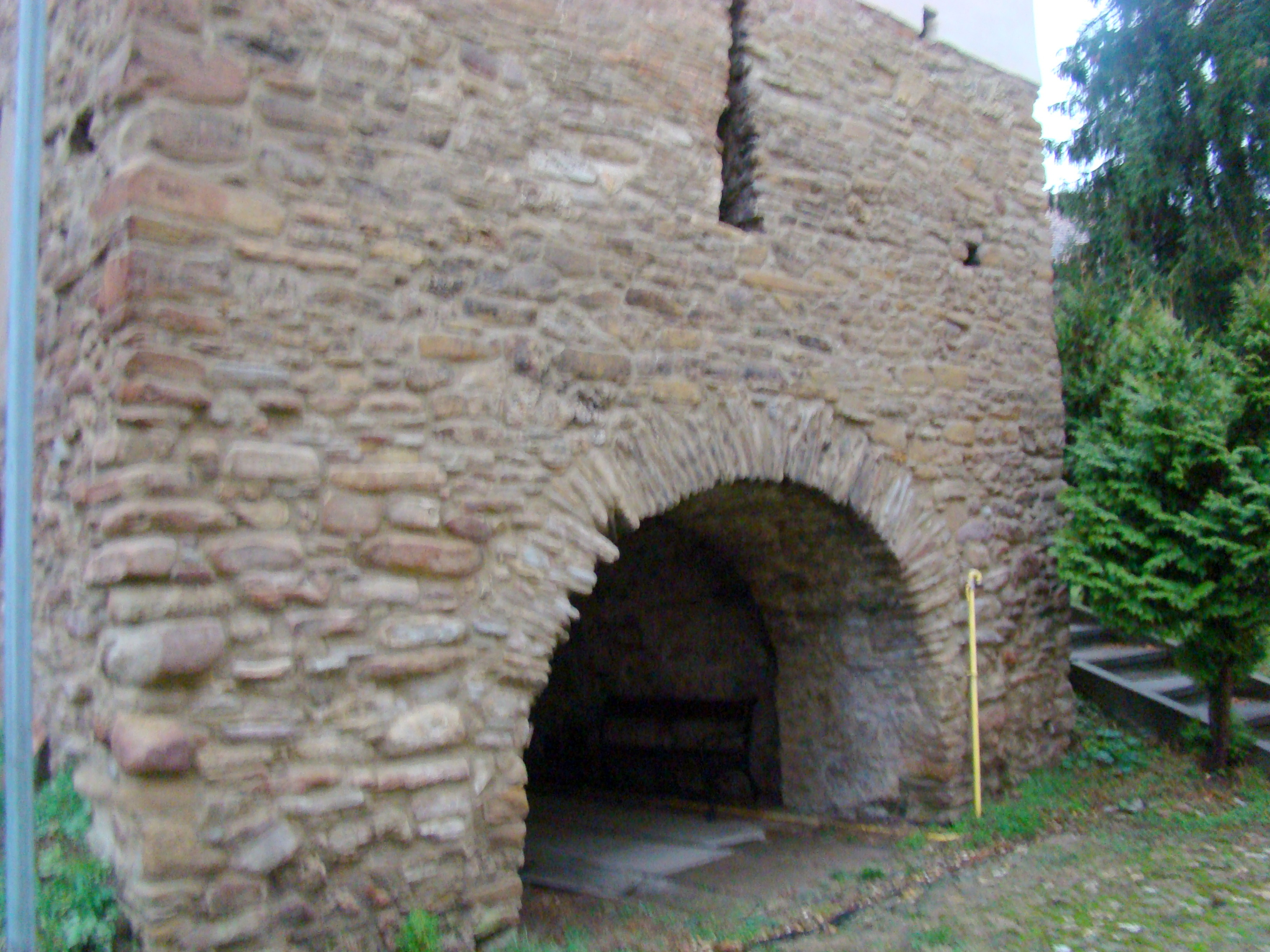
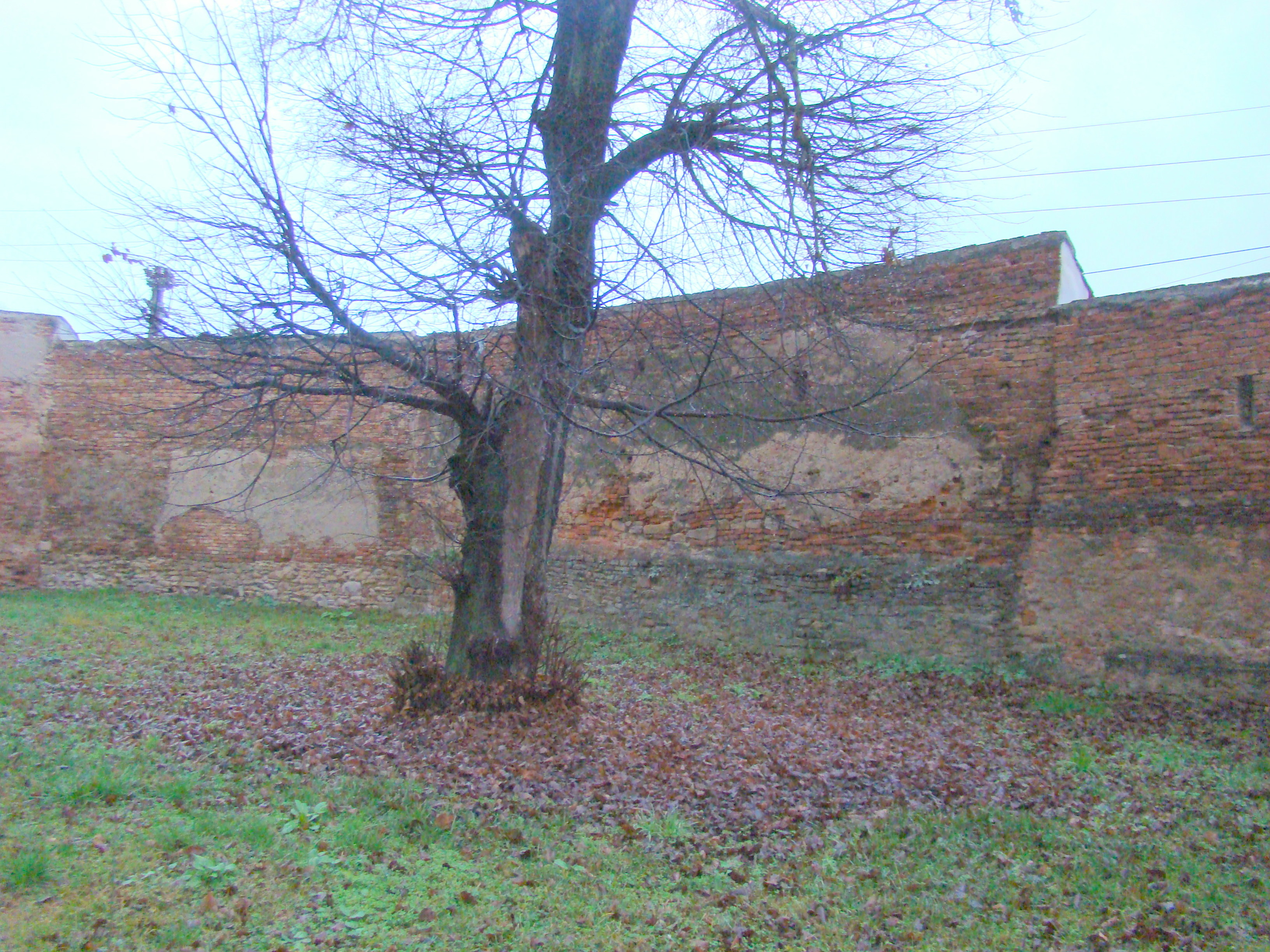

## Imagini din interior

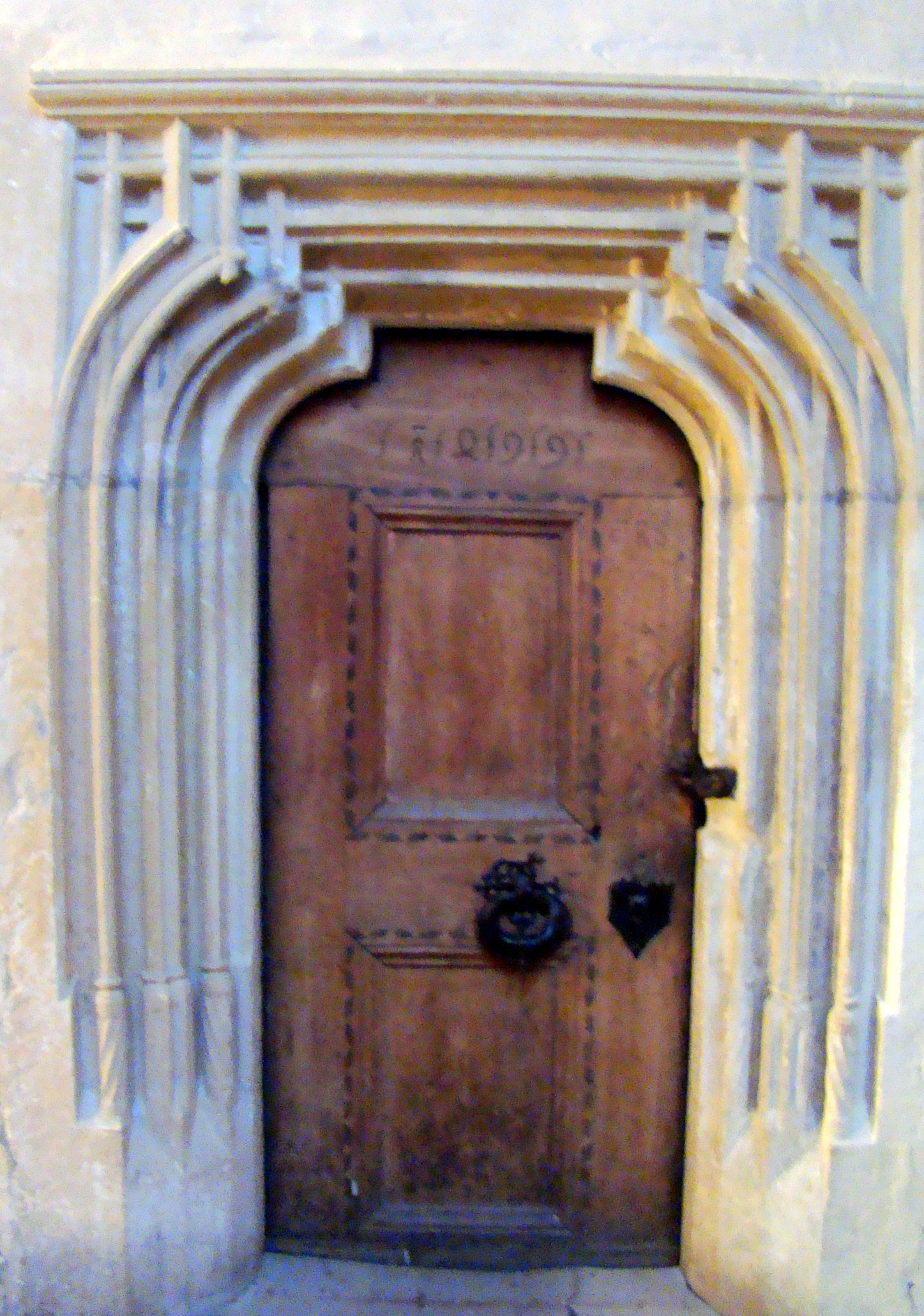
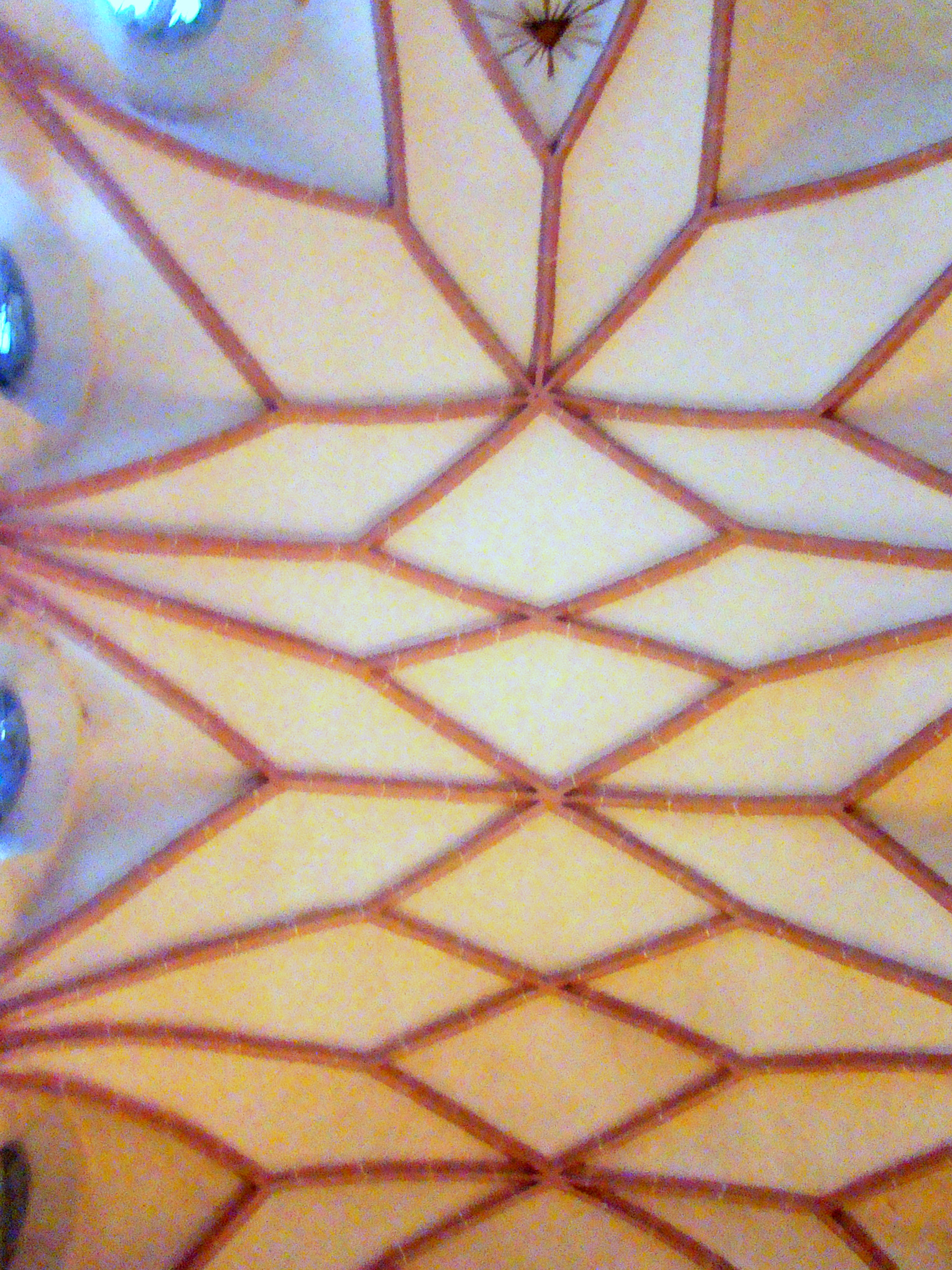
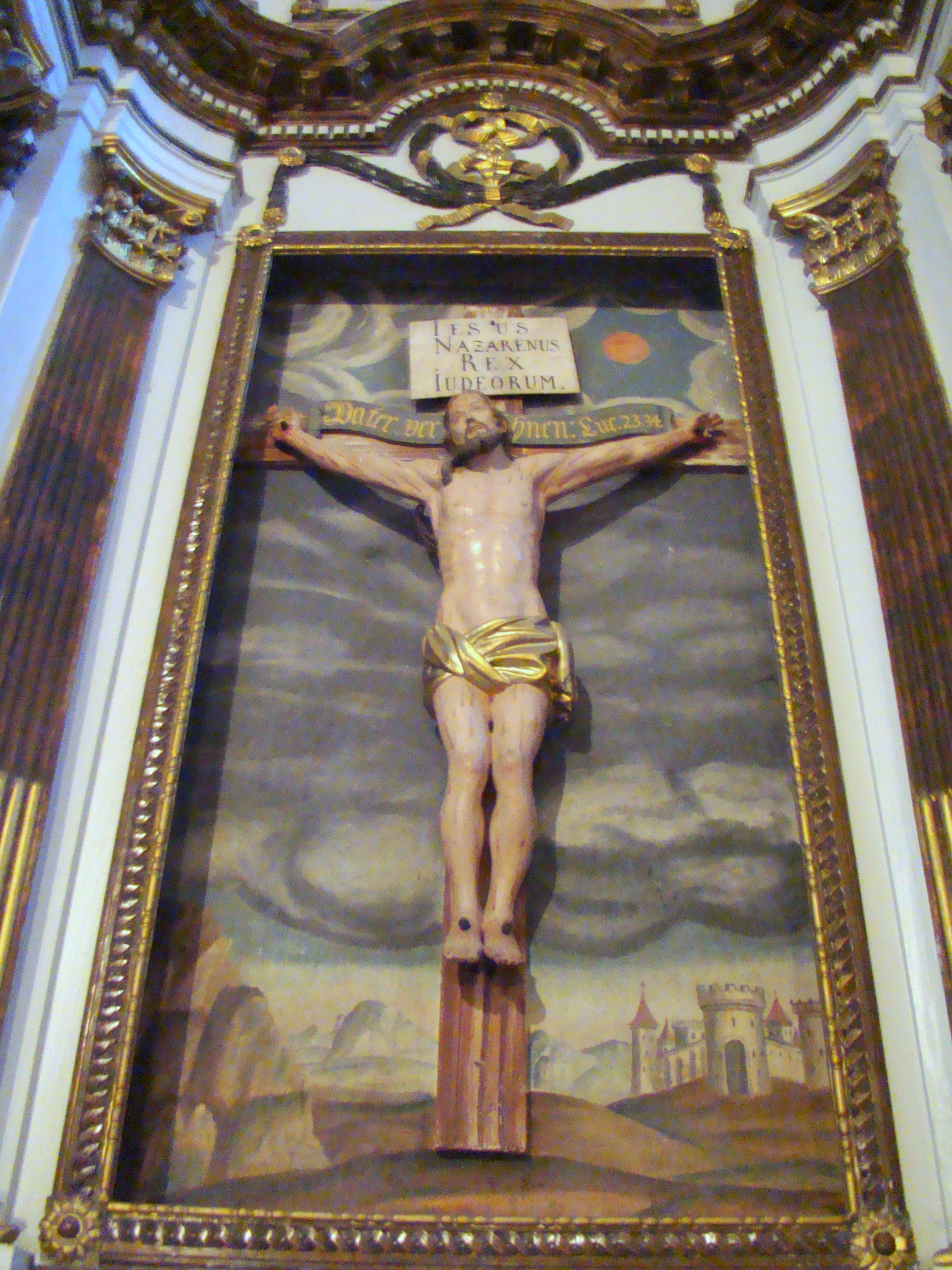
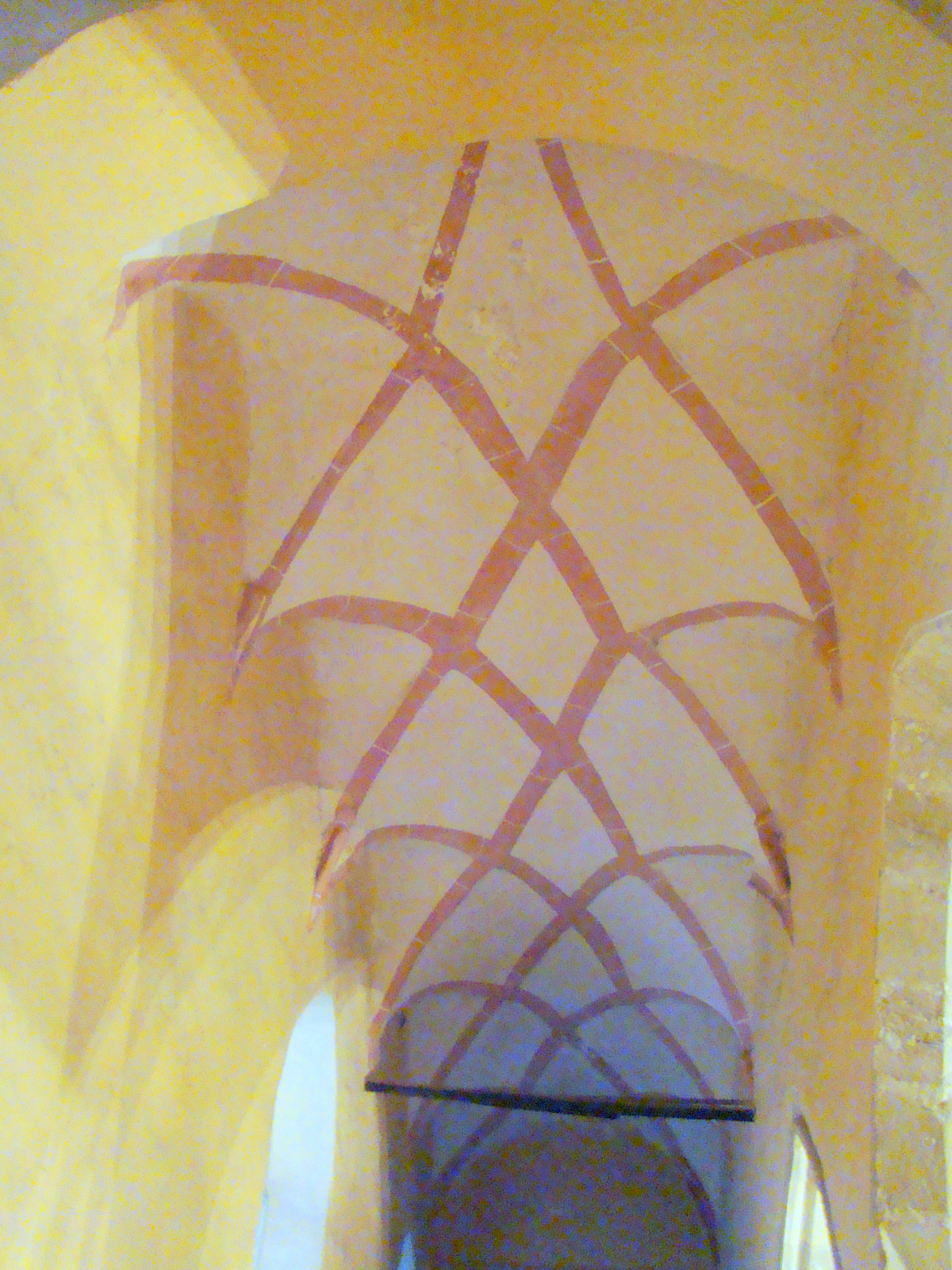
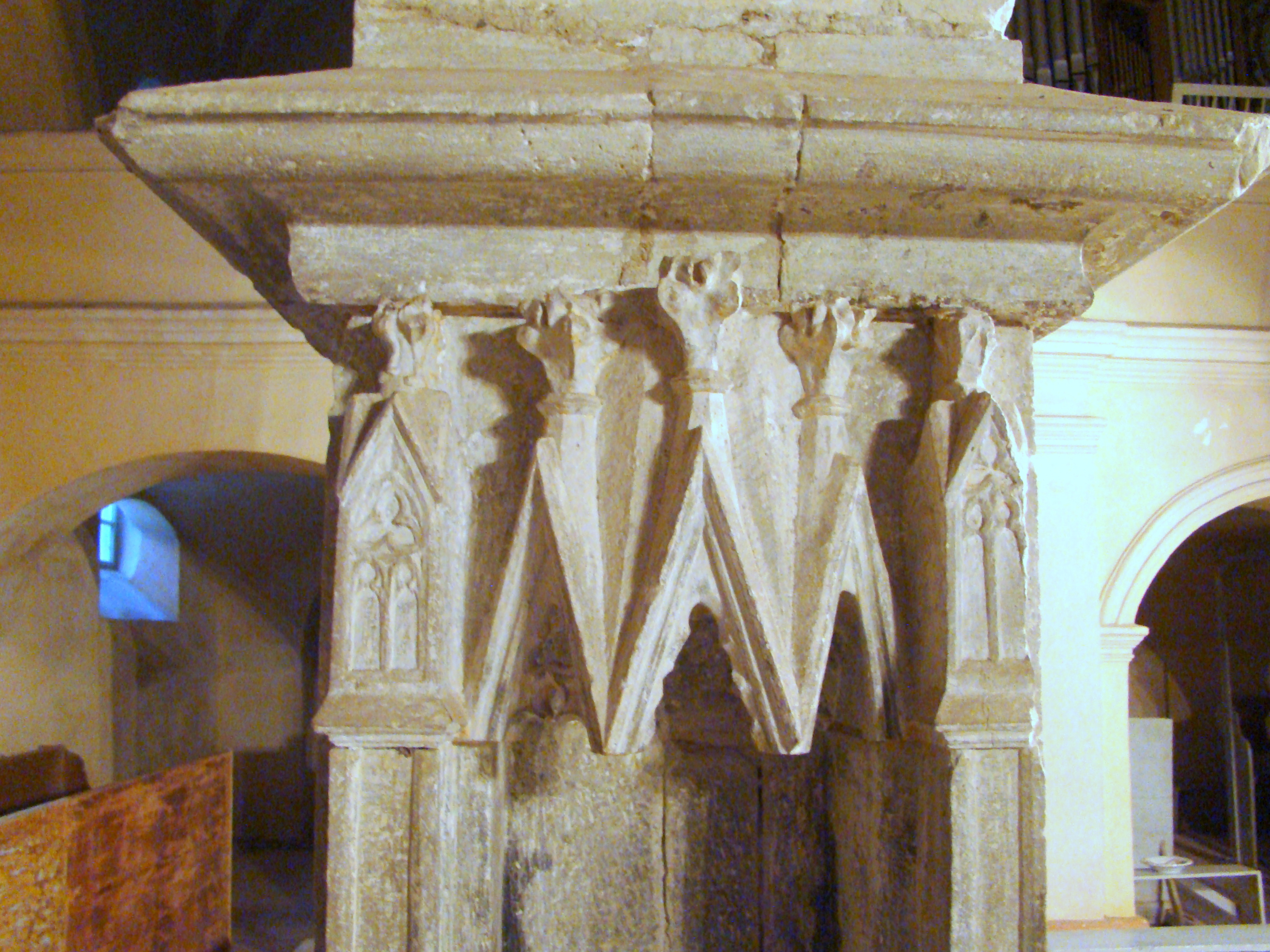
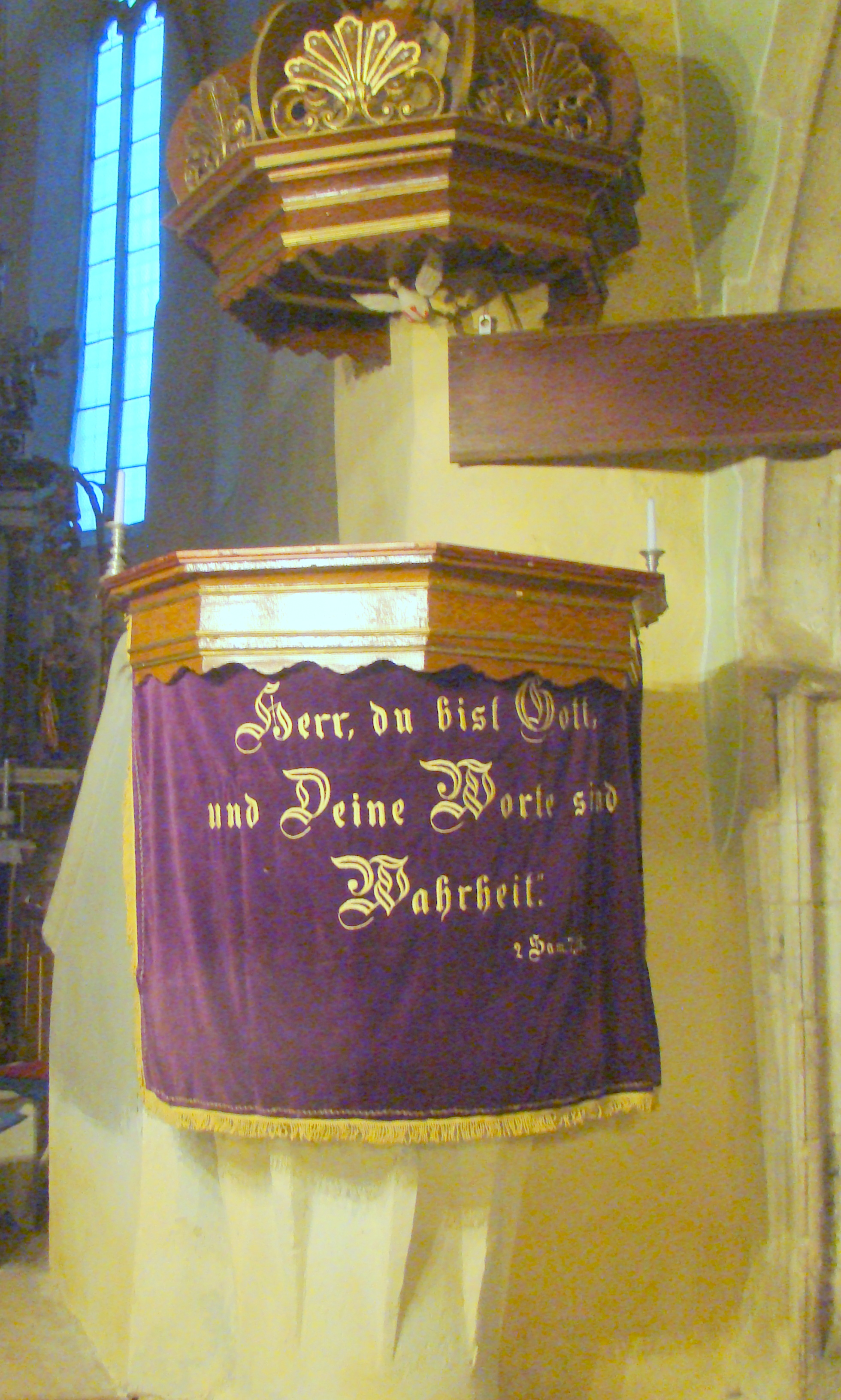
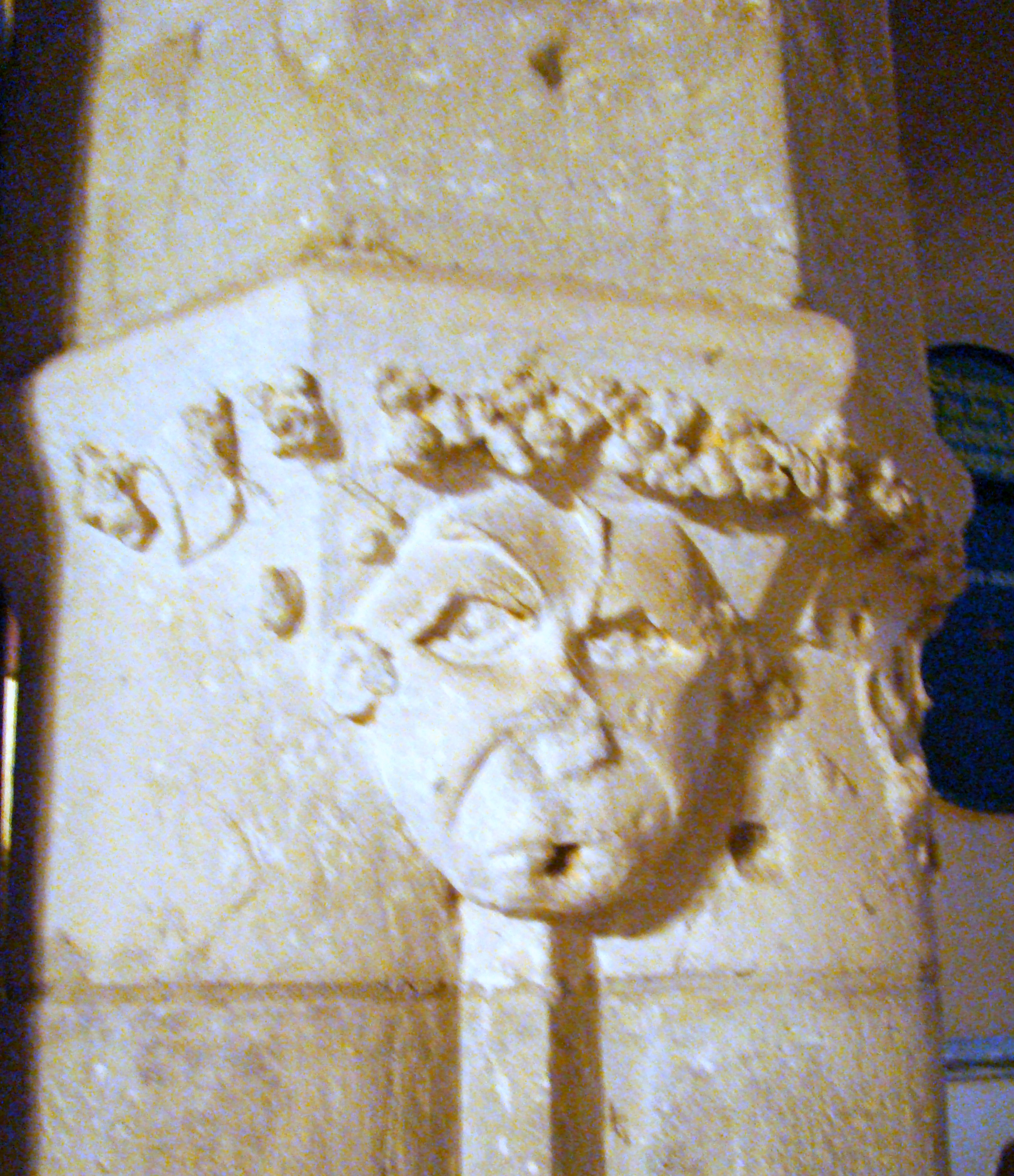
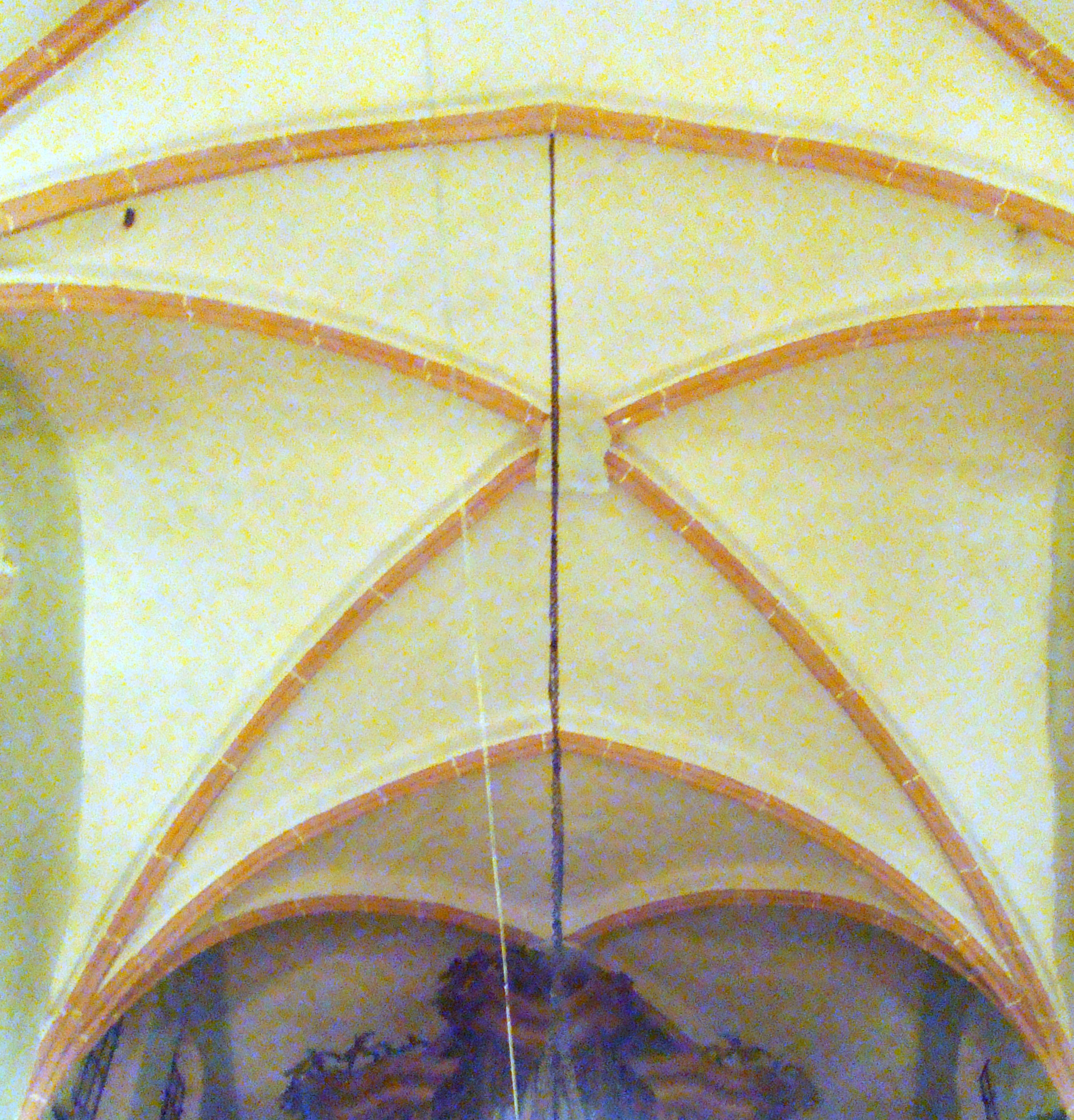
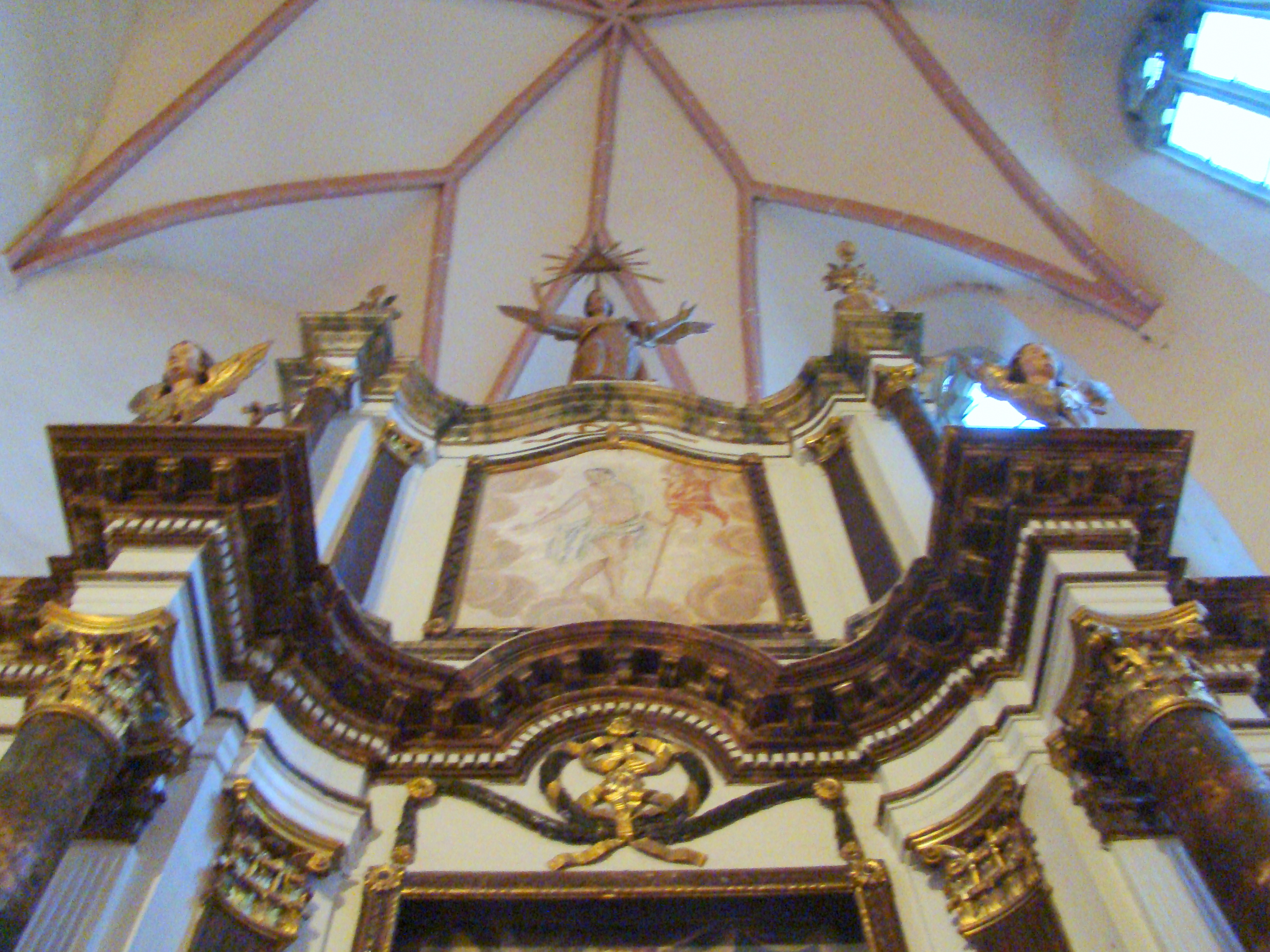
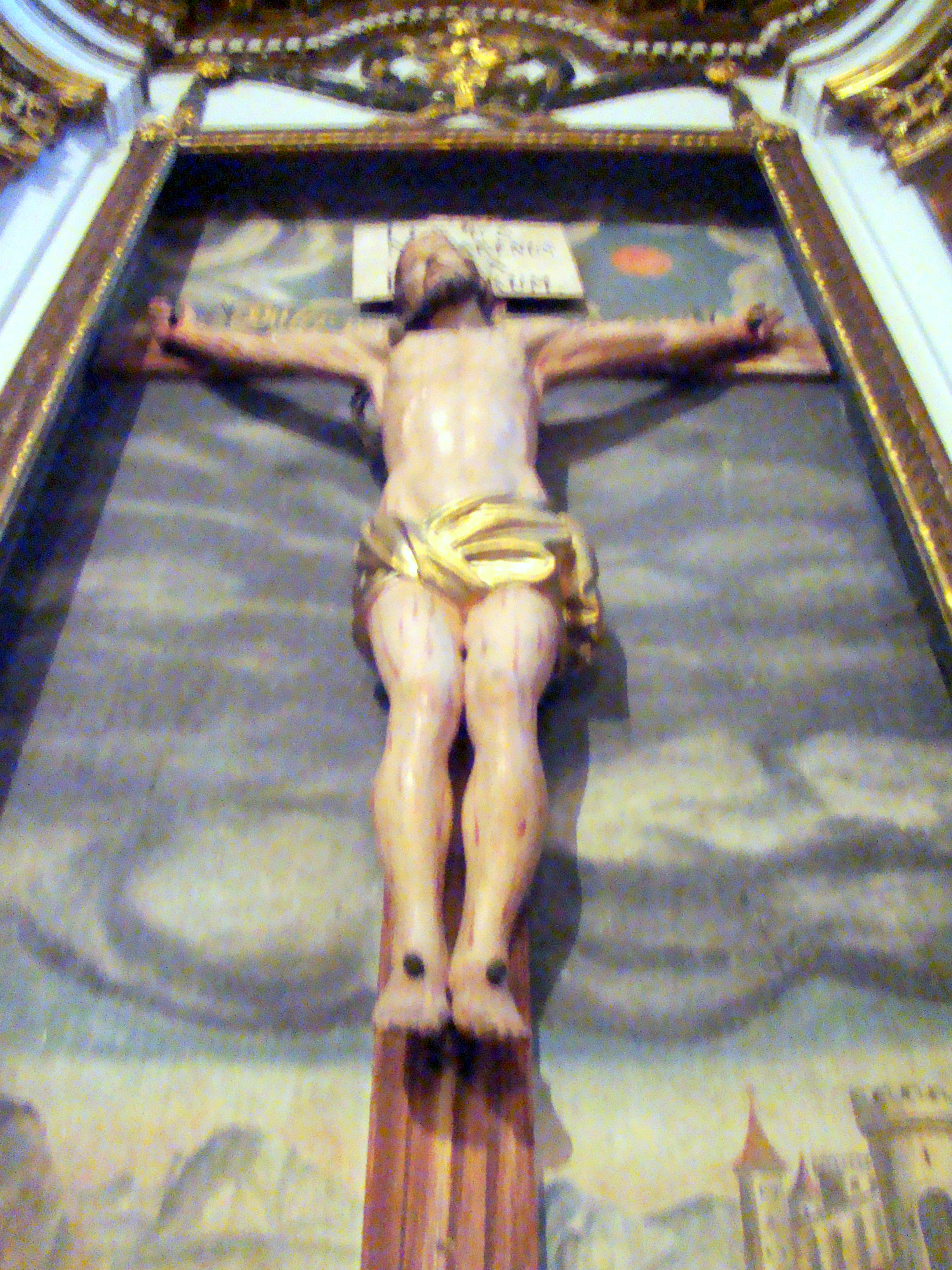
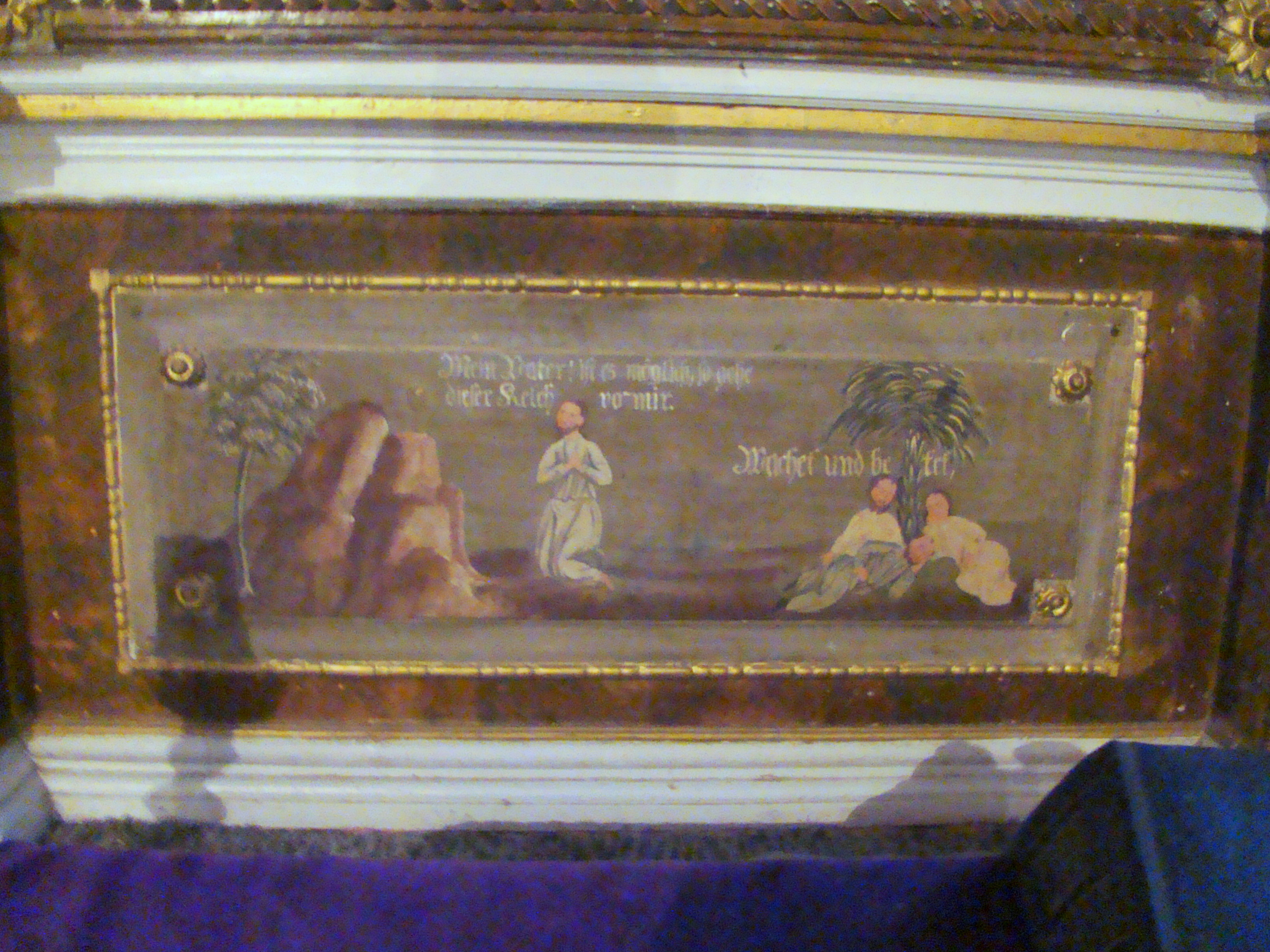
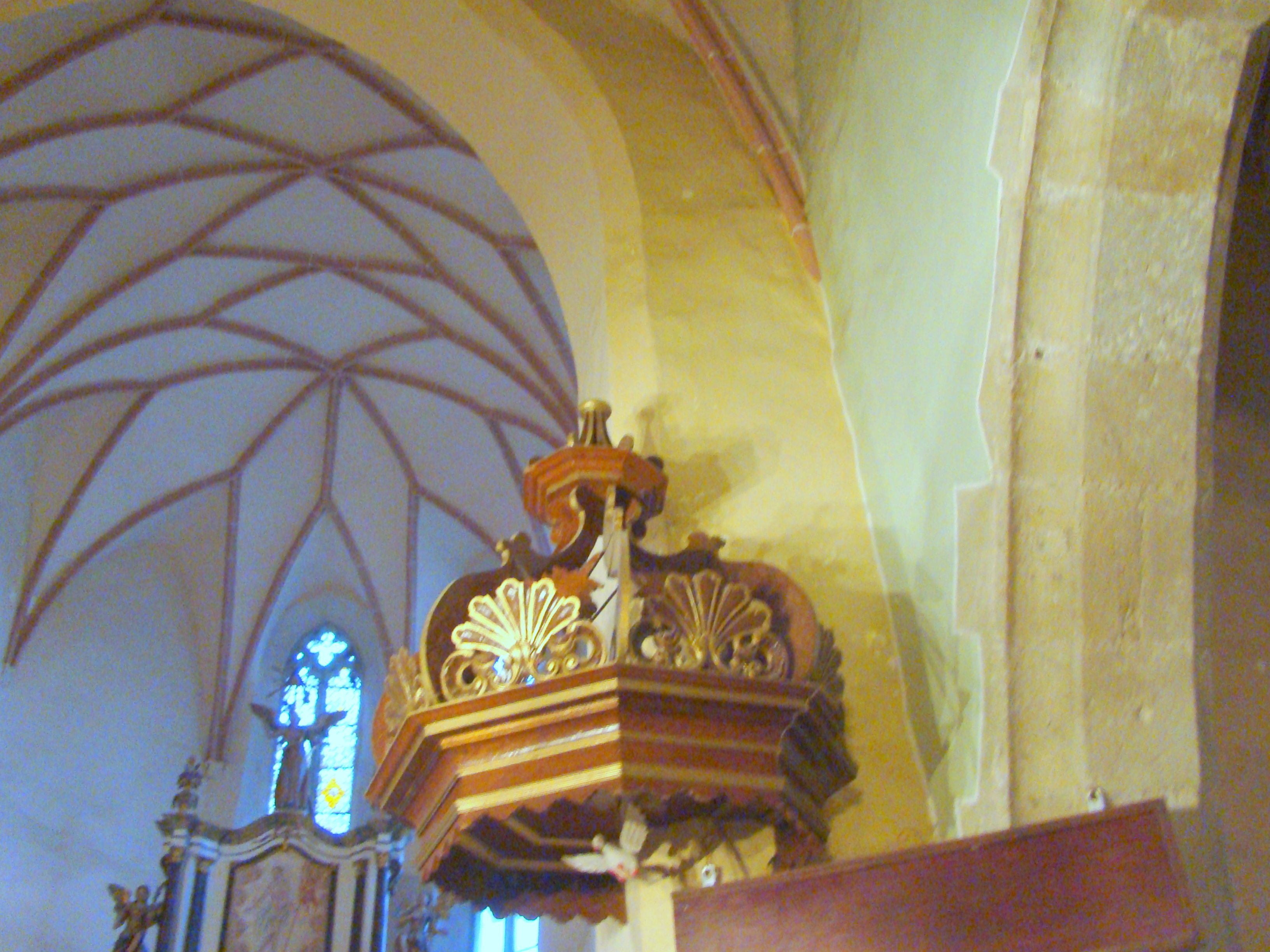
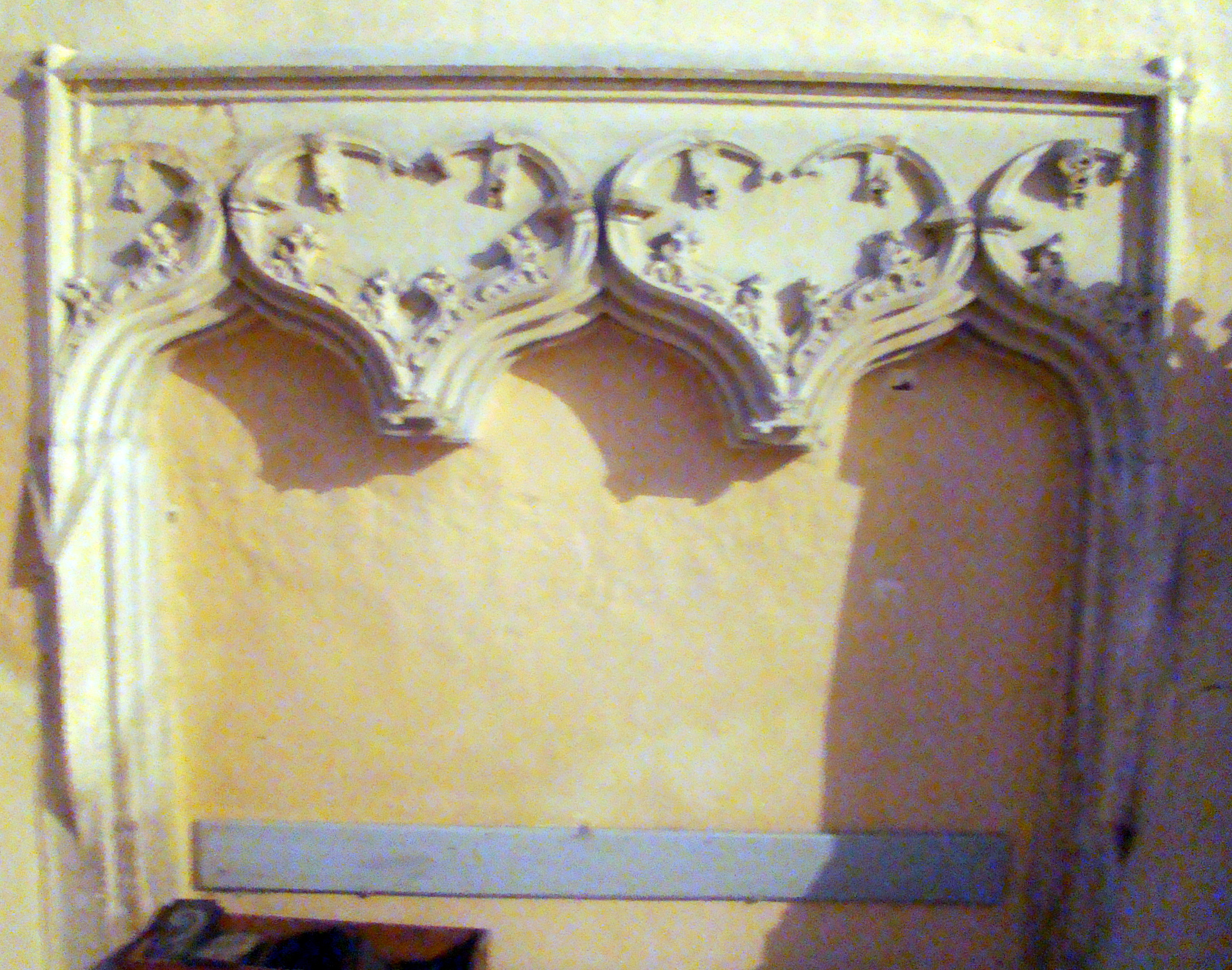
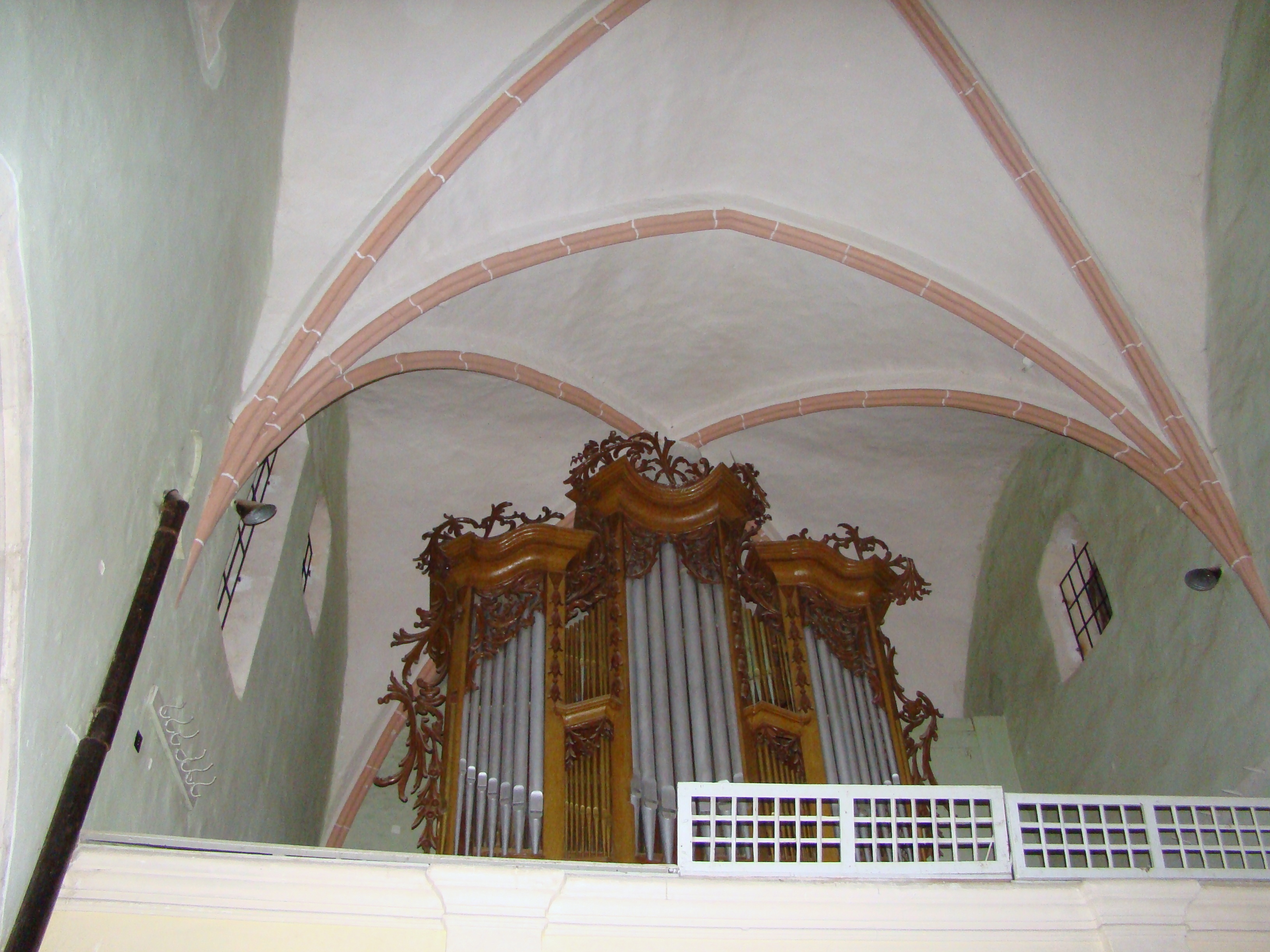
Orga a fost construită de Samuel Joseph Maetz în anul 1802 și restaurată de Karl Einenk în 1927
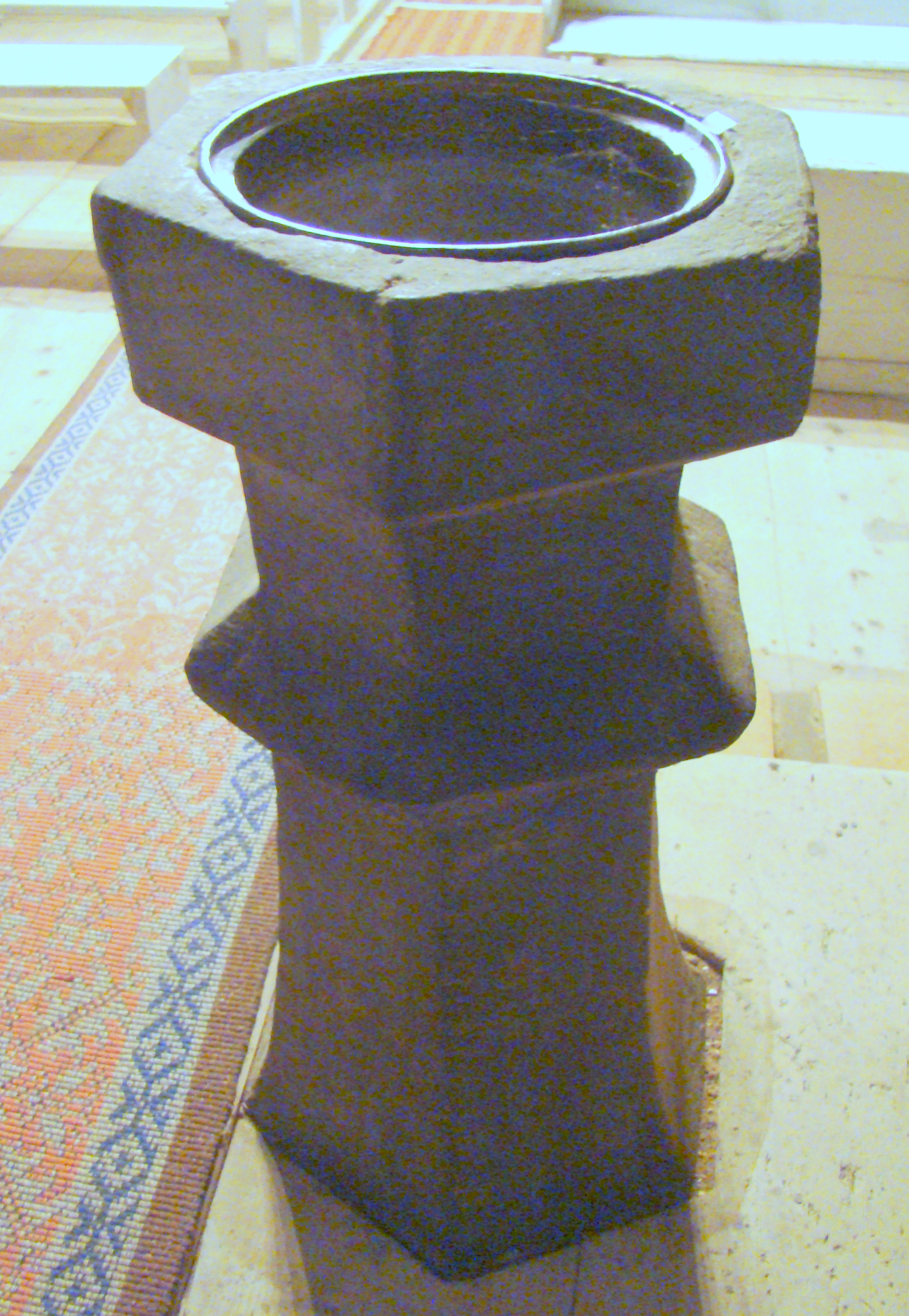
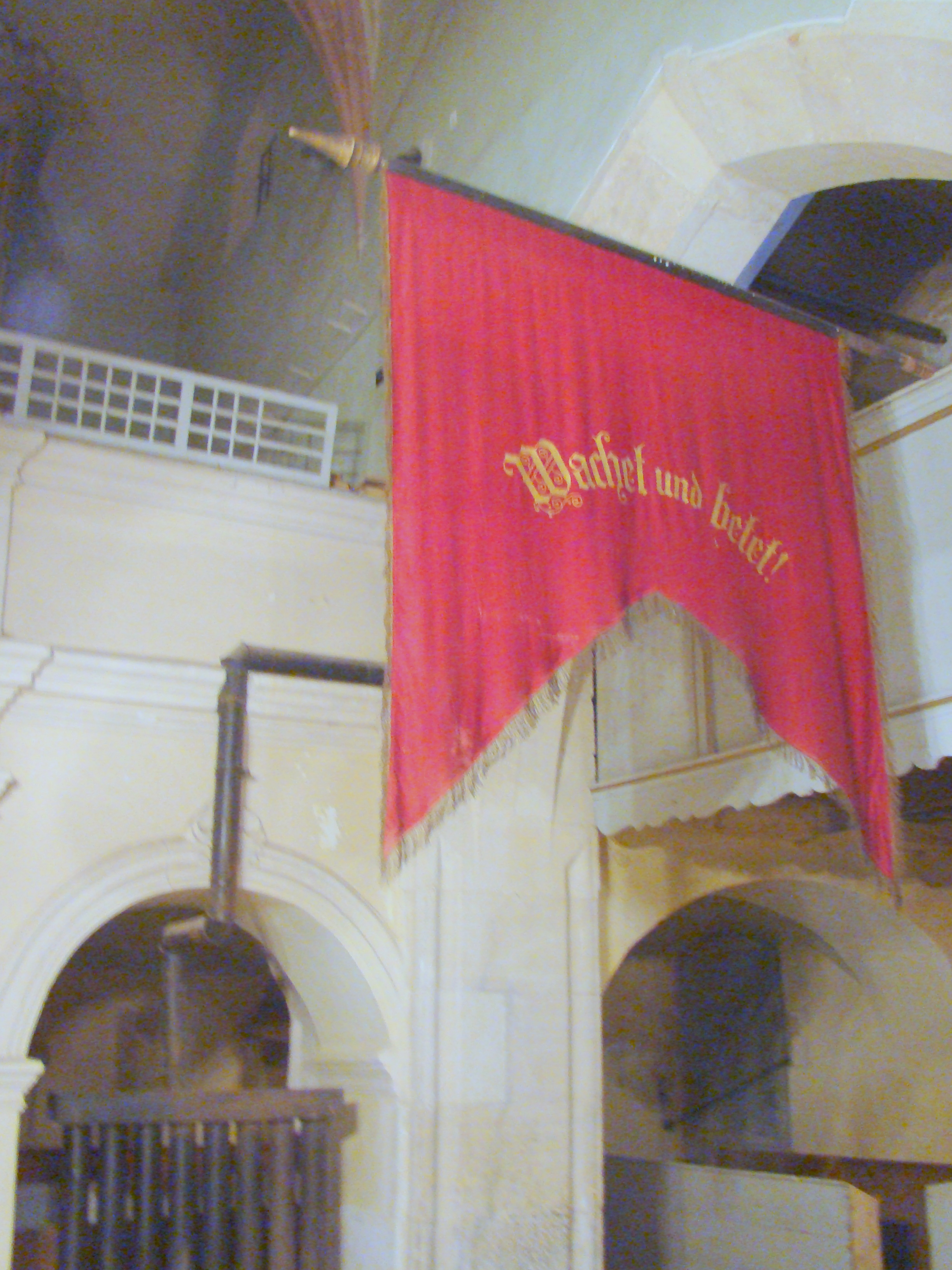
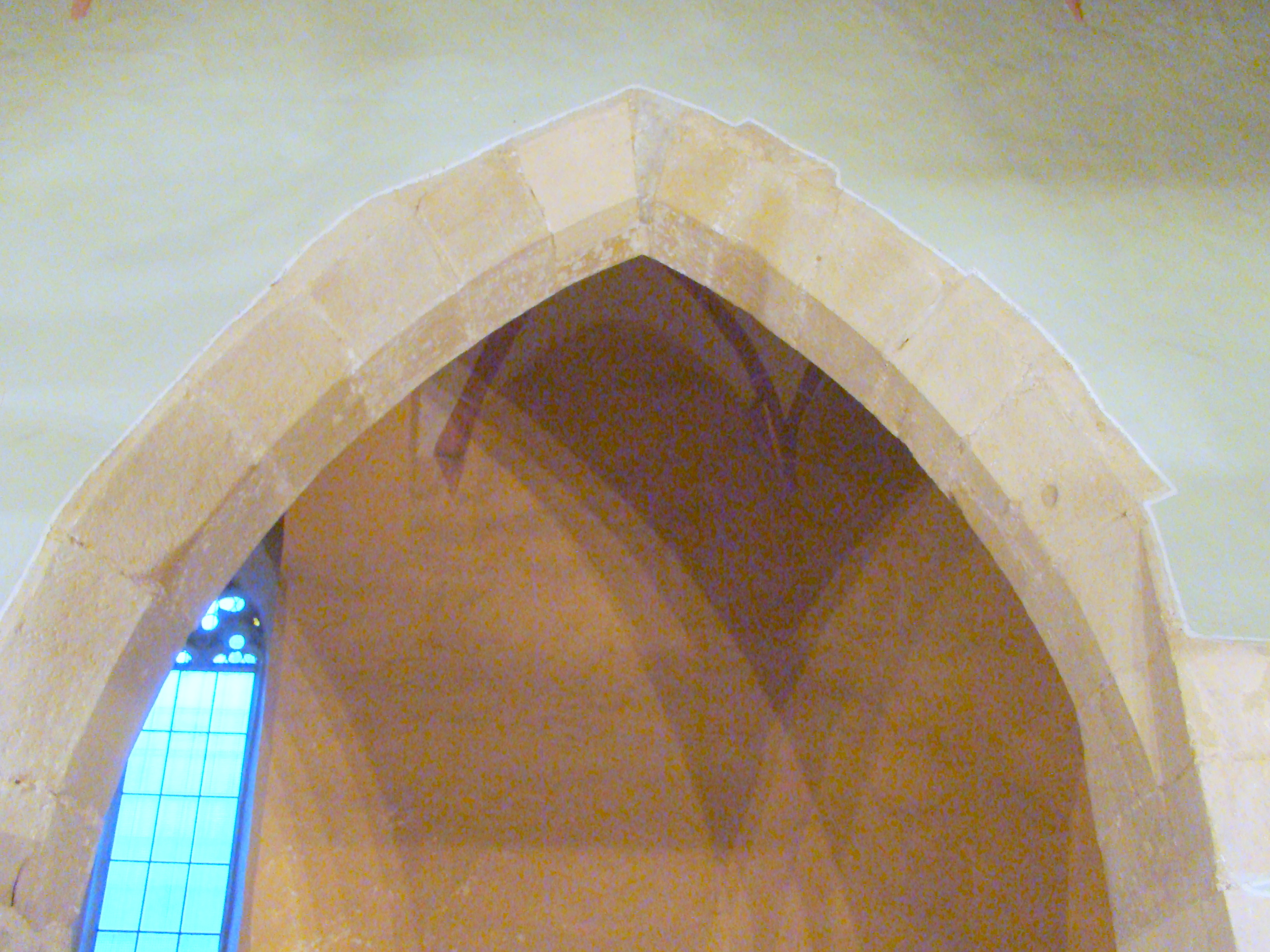
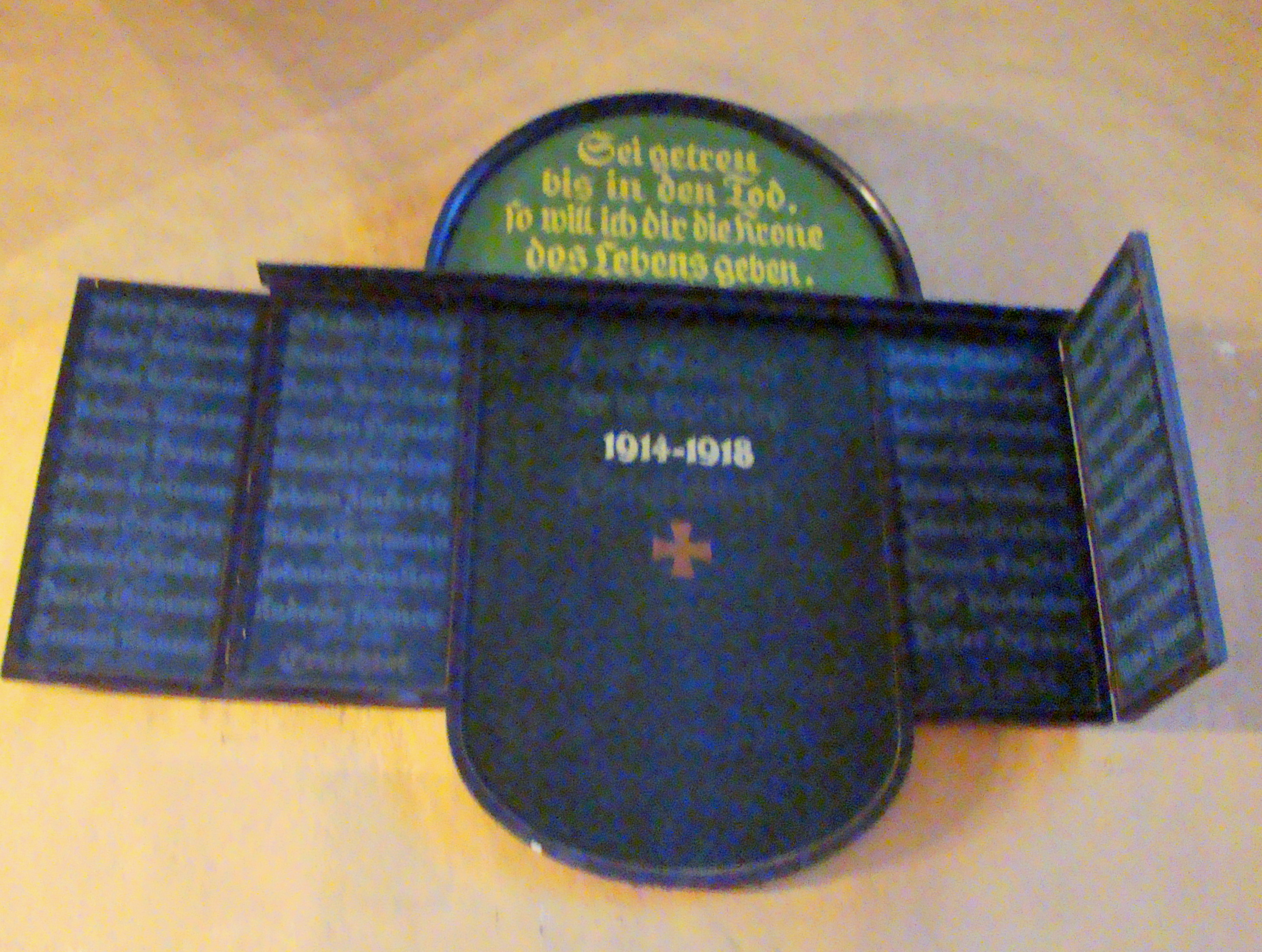
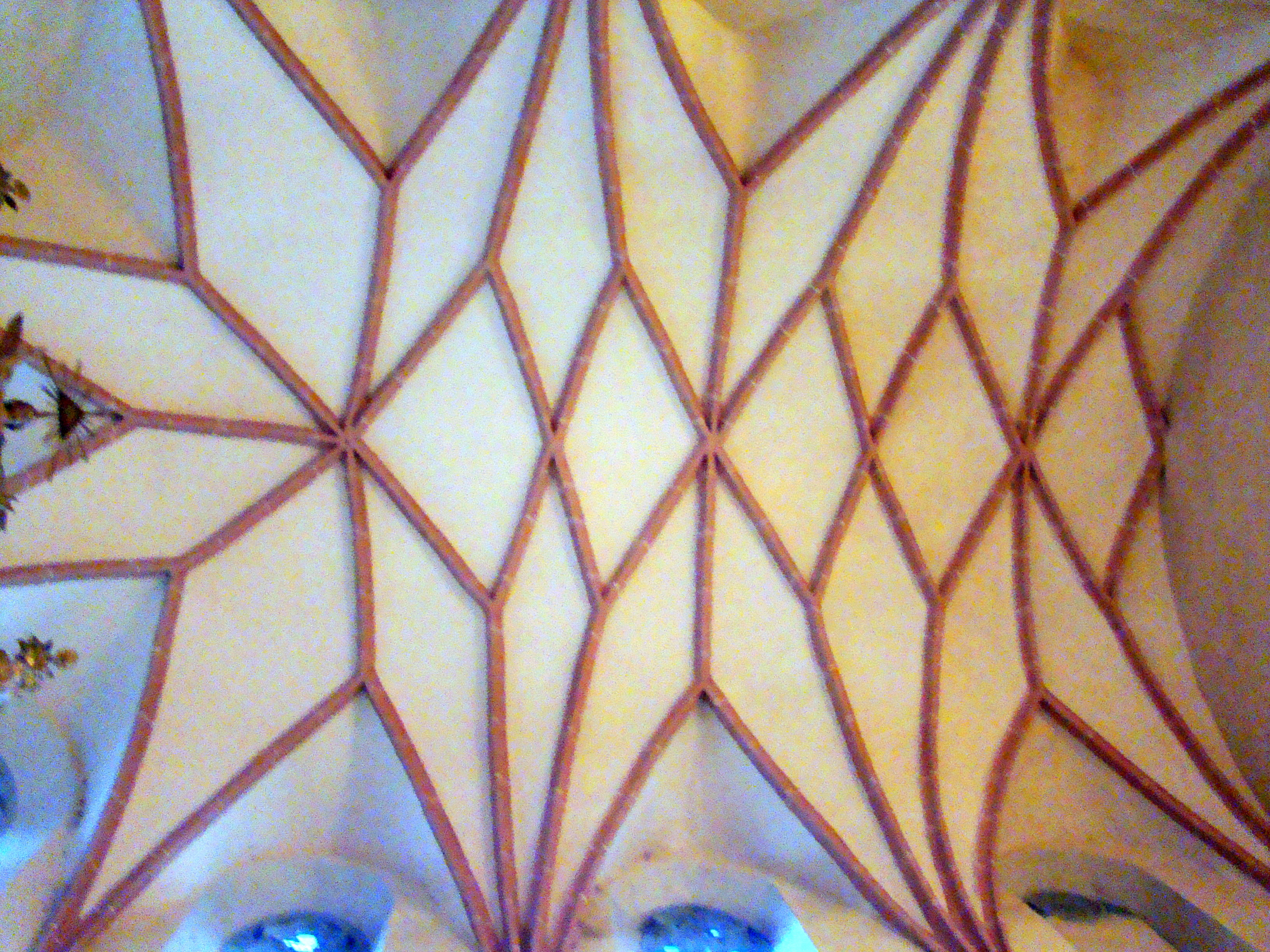
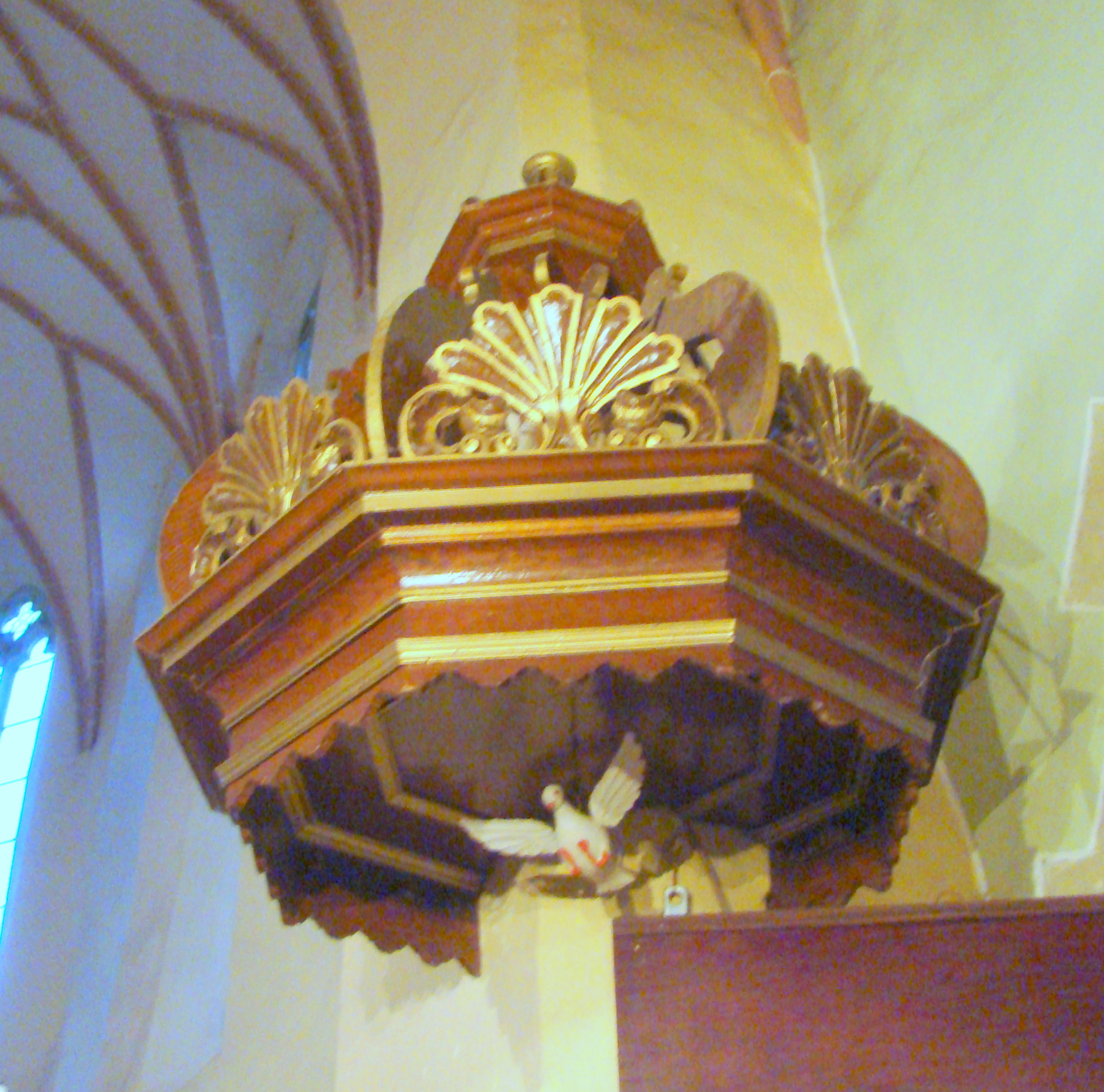
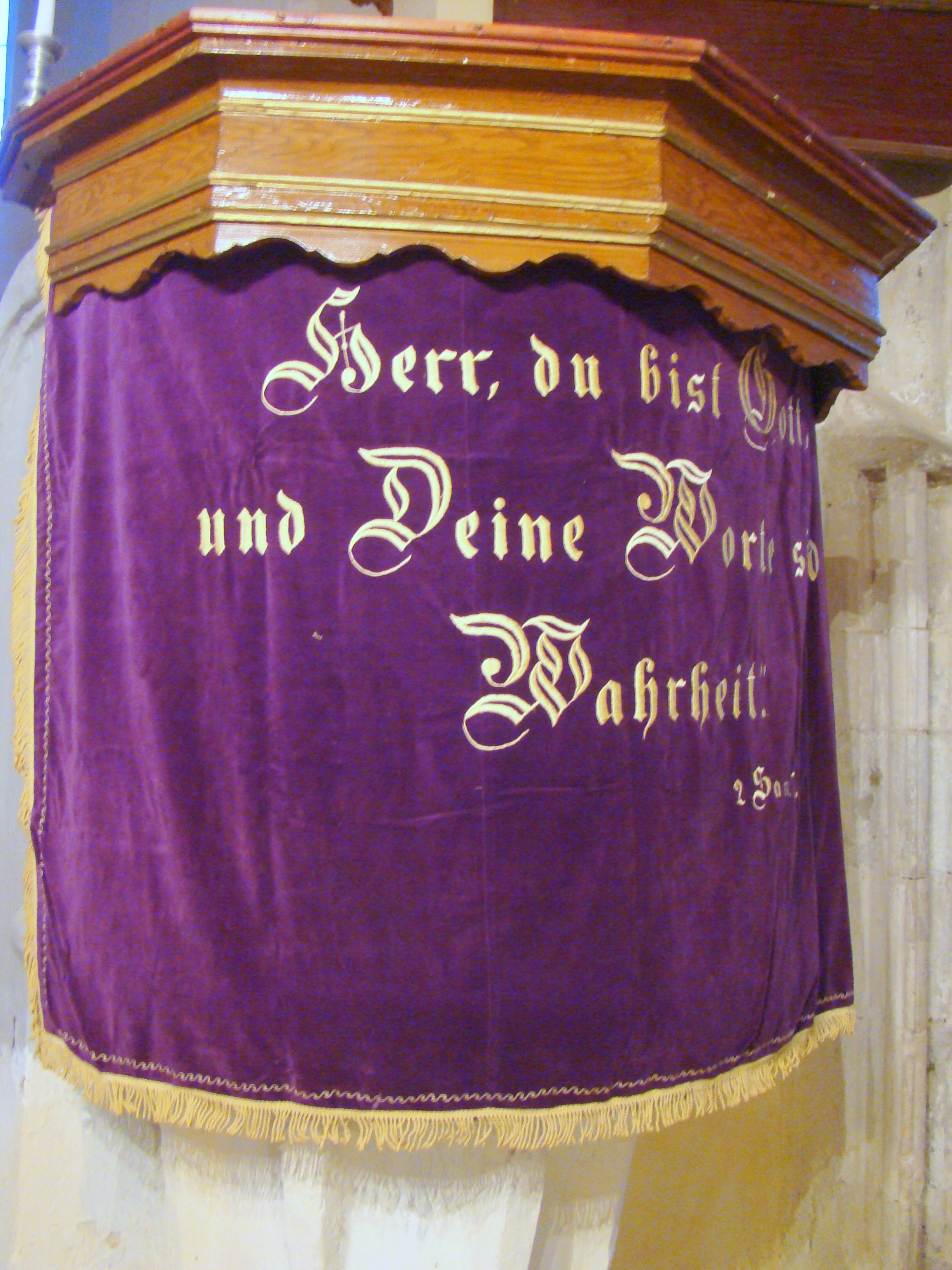
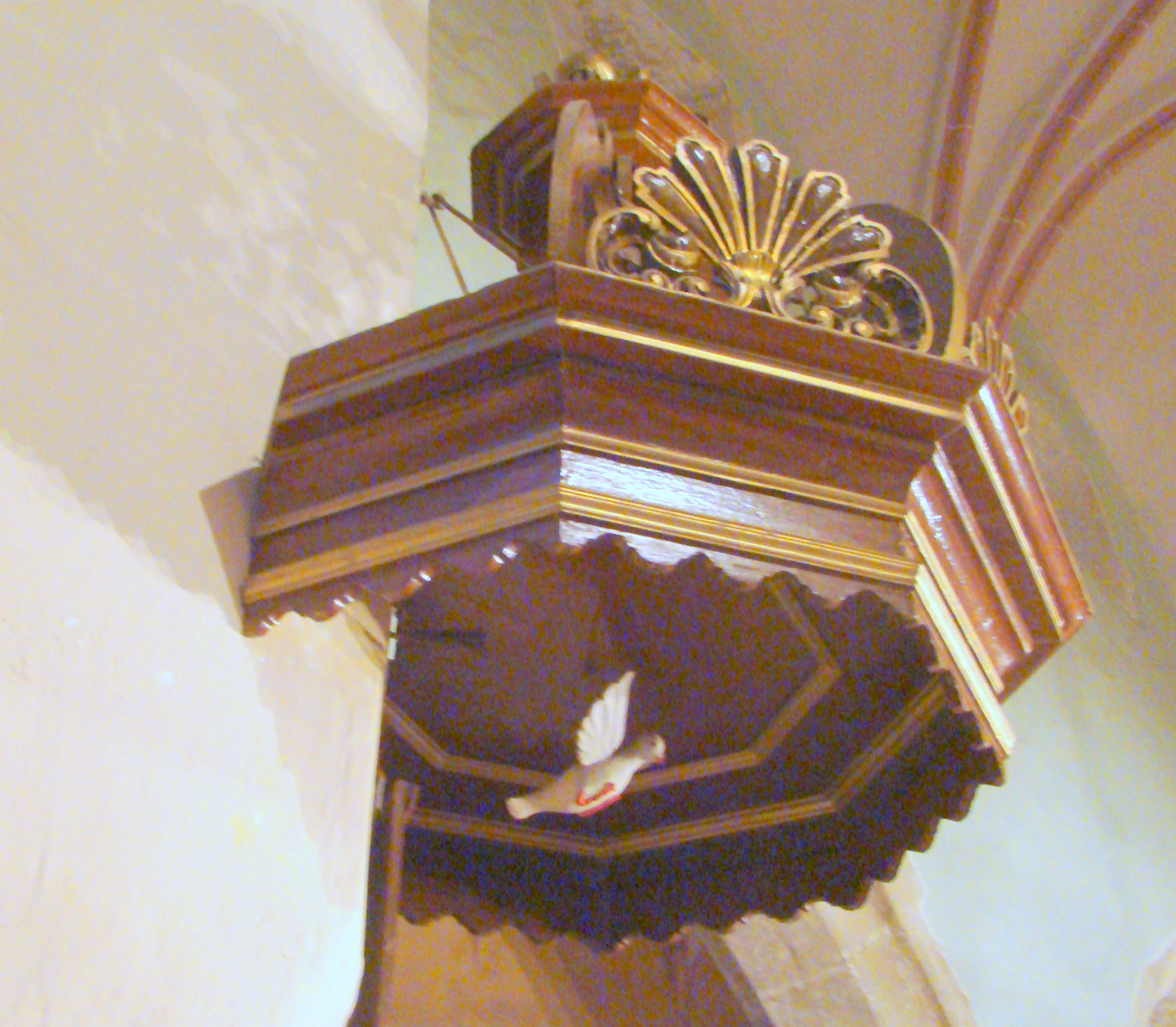

1. ↑  Orgeldatei der Evangelischen Kirche A.B. in Rumänien : Hetzeldorf / Aţel / Ecel, Hermannstadt / Sibiu - Samuel Joseph MAETZ, orgeldatei.evang.ro